# Gobierno de Alberto Fujimori
El gobierno de Alberto Fujimori, también conocido como el fujimorato, ocupa un periodo distintivo de la historia republicana de Perú. Abarcando más de una década, desde el 28 de julio de 1990 hasta el 21 de noviembre de 2000, el mandato de Fujimori se dividió en tres etapas sucesivas mediante reelecciones inmediatas. La duración total de su mandato lo convierte el segundo jefe de Estado más longevo del país desde la independencia, por detrás del oncenio de Augusto Leguía. 
Aunque el título formal de la presidencia lo ostentaba Alberto Fujimori, desde el principio prevaleció bajo la superficie una estructura de poder alternativa. Vladimiro Montesinos, con el apoyo de las Fuerzas Armadas peruanas, fue el poder detrás del trono, relegando a Fujimori a una figura decorativa. Esta dinámica de poder cívico-militar se hizo más patente tras el autogolpe de 1992. 
Una de las características de su régimen fue la implementación en gran medida del Plan Verde, diseñado originalmente por las Fuerzas Armadas en los años 80. Este contenía operaciones enfocadas en la esterilización forzosa de las poblaciones empobrecidas e indígenas del país (a través del Programa Nacional de Salud Reproductiva y Planificación Familiar). Al mismo tiempo, el gobierno también ejerció un fuerte control y censura sobre los medios de comunicación y cambió el rumbo económico del país hacia el neoliberalismo a través del «consenso de Lima». 
La presidencia de Alberto Fujimori terminó en noviembre de 2000. La corrupción generalizada, el tráfico ilícito de armas y los sobornos a parlamentarios para obtener victorias electorales contribuyeron a su caída. Posteriormente, Fujimori presentó su renuncia al cargo de presidente de la República mientras se encontraba en Tokio. Sin embargo, el Congreso peruano rechazó su dimisión y optó por destituirlo alegando incapacidad moral.
Tras estos acontecimientos, se inició una sucesión legítima. Valentín Paniagua, como presidente del Congreso, asumió el poder y dirigió un gobierno de transición. El legado de Fujimori se vio aún más empañado cuando, en el Informe global de la corrupción de Transparencia Internacional de 2004, se le incluyó entre los líderes más corruptos del mundo. Ocupó el séptimo lugar y, según este, acumuló una fortuna ilícita estimada en 600 millones de dólares (ajustada a la inflación, unos 861 millones de dólares en 2021).

## Primer Periodo: 1990-1992

### Periodo de transición y Toma de mando
En las elecciones generales de 1990 se enfrentaron Alberto Fujimori, Mario Vargas Llosa, Luis Alva Castro, entre otros. Pasaron a segunda vuelta Vargas Llosa y Fujimori, este último resultó vencedor con el 62.4% de los votos.
Después de ser elegido, Fujimori viajó a Nueva York, en donde se reunió con autoridades del Fondo Monetario Internacional así como con el Banco Interamericano de Desarrollo y el Banco Mundial para buscar apoyo económico e inversiones. La reunión fue realizada el día 29 de junio en la sede de la Organización de las Naciones Unidas, en la cual fue anfitrión el Secretario General, Javier Pérez de Cuéllar y estuvieron presentes Michel Camdessus (director del FMI), Barber Conable (presidente del Banco Mundial), Enrique V. Iglesias (director del Banco Interamericano de Desarrollo) y Hernando de Soto. Junto a Fujimori, también viajaron Adolfo Figueroa, Felipe Morris y Luis Valdivieso, asesores económicos.
Posteriormente, Fujimori viajó a Tokio y se reunió con el emperador Akihito y el primer ministro Toshiki Kaifu, este último anunció el envío de una misión para establecer soluciones a la grave crisis económica. En su viaje de regreso a Lima, Fujimori sostuvo reuniones con su asesores económicos en su escala en Miami, entre los cuales se encontraban Adolfo Figueroa, Felipe Morris, Carlos Boloña, Carlos Rodríguez Pastor Mendoza y Hernando de Soto.
El 19 de julio, Fujimori anunció que Juan Carlos Hurtado Miller presidiría el Consejo de Ministros y sería ministro de Economía y Finanzas; del mismo modo, se anunció el nombramiento de los otros ministros. Ante estos hechos varios políticos de la oposición, prensa escrita y otros actores civiles se opusieron a las actividades de Fujimori, debido a que lo acusaban de dejar las manos a extranjeros y de que terminen gobernando ellos a través del presidente.
La ceremonia de asunción se realizó el sábado 28 de julio de 1990 en el Congreso de la República del Perú, en el cambio de mando estuvieron presentes los presidentes Carlos Menem de Argentina, Jaime Paz Zamora de Bolivia, Patricio Aylwin de Chile, Virgilio Barco de Colombia y Carlos Andrés Pérez de Venezuela. Del mismo modo estuvo el ministro de Asuntos Exteriores de España, Francisco Fernández Ordóñez. Fujimori dirigió un mensaje a la nación en el que criticó duramente los actos de corrupción del gobierno de Alan García, presentó el panorama económico y anunció que se apostaría por una economía social de mercado, por la negociación internacional y por la reanudación de compromisos.
Coincidentemente, el sábado 28 de julio de 1990, el día en que Fujimori asume el poder, era también el día de su cumpleaños, así como también el día de la independencia.

### Economía durante su gobierno
Un equipo de técnicos acompañó a Fujimori desde el final de la primera vuelta y durante el período de transición con el fin de asesorar en materia económica, al que la prensa le denominó el grupo de los siete samuráis conformado por Santiago Roca, Adolfo Figueroa, Óscar Ugarteche, Esteban Hnylicza, Guillermo Runciman, Fernando Villarán de la Puente y Martha Rodríguez. Este grupo fue reemplazado por nuevos asesores como Hernando de Soto, Carlos Rodríguez Pastor Mendoza, Carlos Boloña y finalmente Juan Carlos Hurtado Miller.
Pese a que Fujimori como candidato había negado un shock económico, el gobierno siguió las recomendaciones del Fondo Monetario Internacional. El 8 de agosto de 1990, el Presidente del Consejo de Ministros y Ministro de Economía, Juan Carlos Hurtado Miller salió en cadena nacional anunciando una reestructuración de precios, que sería conocida como el "fujishock". Esta medida del gobierno permitió controlar la inflación, pero provocó la devaluación de los salarios de la mayoría de la población. Era la primera de muchas reformas de tendencias liberales y algunas de capitalismo clientelista, que ocasionaron la eliminación del control de precios y el posterior cambio de moneda al nuevo sol (un millón de intis).
A partir del ajuste económico de agosto de 1990 se redefinieron las funciones del Estado y el mercado asumió un nuevo y fundamental papel en la economía del Perú, siguiendo con las recomendaciones del Consenso de Washington, que proponía una reforma tributaria, una rigurosa disciplina fiscal, la firme liberalización financiera y comercial, el establecimiento de un tipo de cambio competitivo, la privatización de empresas, la eliminación de las barreras a las inversiones extranjeras directas, entre otras. El Fondo Monetario Internacional ofreció financiamiento a Fujimori mientras se mantuviera la iniciativa de ajuste económico.
Si bien llegó a estabilizar la vida económica y permitió la reinserción del Perú en el sistema financiero internacional, así como la privatización de las compañías del Estado en manos de extranjeros (valorizado en tres mil millones de dólares), también ocasionó despidos masivos de obreros y empleados públicos, así como la supresión de las protecciones a la ineficiente industria nacional, lo cual llevó a su quiebra y a altos índices de desempleo. En consecuencia, se redujo al mínimo la actividad sindical y aumentó la actividad económica informal. Por otro lado, la reducción del Estado y la liberación de la economía nacional fomentaron la inversión extranjera. Como resultado, en 1994 la economía peruana creció un 13 %, a pesar de los despidos masivos acaecidos.

### Aspecto social

#### Masacre de Barrios Altos
La noche del 3 de noviembre de 1991 se llevaba a cabo una pollada en el primer piso del inmueble ubicado en el Jirón Huanta N.º 840 para conseguir fondos para reparar ese edificio. Aproximadamente, a las 11:30, seis individuos armados y encapuchados entraron al edificio luego de bajar de dos vehículos.
Los atacantes cubrieron sus rostros con pasamontañas y ordenaron a los asistentes de la reunión a tenderse en el piso, donde les dispararon indiscriminadamente por cerca de dos minutos, matando a 16 de ellos incluyendo a un niño de 9 años, e hiriendo seriamente a otras cuatro personas, uno de los cuales quedó permanentemente paralítico. Luego, los atacantes salieron en dos vehículos. Durante la investigación, la policía encontró 111 casquillos y 33 balas del mismo calibre en la escena del crimen.
Las investigaciones judiciales y los reportajes de la prensa revelaron que los sujetos envueltos en el crimen trabajaban para la inteligencia militar; habían sido miembros del Grupo Colina que era ya conocido por perpetrar un programa antiterrorista por órdenes del gobierno de Alberto Fujimori. Se verificó luego que los atacantes buscaban atacar una reunión de subversivos senderistas que en realidad tuvo lugar en el segundo piso del inmueble (mientras que la pollada y el ataque se llevaba a cabo en el primer piso).

#### Masacre del Santa
La Masacre de Santa fue una masacre de campesinos llevada a cabo el 2 de mayo de 1992 por el Grupo Colina en la provincia del Santa en el departamento de Áncash, en la sierra de Perú, en el marco del conflicto armado interno que tuvo lugar entre 1980 y 2000.
Carlos Alberto Barrientos Velásquez, Roberto Barrientos Velásquez, Denis Atilio Castillo Chávez, Federico Coquis Velásquez, Gilmer Ramiro León Velásquez, Pedro Pablo López Gonzáles, Jesús Manfredo Noriega Ríos, Carlos Martín Tarazona More y Jorge Luis Tarazona More murieron en la masacre.
Tras llevar a cabo la masacre, miembros del Grupo Colina, un escuadrón de la muerte que operaba fuera del Ejército peruano, pintaron grafitis pro-senderistas, como parte de una operación de bandera falsa. En la actualidad, todos los miembros del Grupo Colina se encuentran encarcelados.

#### Atentado en Tarata
El atentado en Miraflores de 1992 consistió en la explosión de un coche bomba en la cuadra 2 de la calle Tarata, en pleno centro del mencionado distrito de Lima, realizada el 16 de julio de 1992 por el grupo terrorista Sendero Luminoso. La explosión fue parte de una campaña mayor de atentados en la ciudad de Lima durante la época del terrorismo.
El lugar donde ocurrió el hecho es una zona comercial dentro de un distrito de clase media (algunos sectores media-alta) de Lima. Dos vehículos, cada uno equipado con una tonelada de explosivos, explotaron en la mencionada calle a las 9:15 p. m., matando a 25 e hiriendo a unas 200 personas. La onda expansiva destruyó o dañó 183 casas, 400 negocios y 63 automóviles estacionados. El atentado fue el comienzo de una serie de ataques senderistas contra el Estado peruano de una semana de duración, que en total causaron 40 muertes y tuvieron en zozobra a la capital.

#### Masacre de La Cantuta
Tuvo lugar en Lima el 18 de julio de 1992. En La masacre de La Cantuta el profesor decano de la facultad de biología Hugo Muñoz Sánchez y nueve estudiantes de la limeña Universidad Nacional de Educación Enrique Guzmán y Valle (conocida como La Cantuta debido al nombre de la zona donde se encuentra) fueron secuestrados y desaparecidos por una escuadra paramilitar (Grupo Colina), pertenecientes al Ejército Peruano aduciendo que eran terroristas.

### Aspecto político

#### Crisis del Gabinete Hurtado
En febrero de 1991 (doscientos días después de su toma de posesión) el ministro Hurtado Miller, dimitió a sus cargos; la renuncia se produjo tras un escándalo político, debido al desacuerdo en el interior del gabinete por la publicación de un programa alternativo de estabilización que había sido elaborado por el ministro de Industria, Turismo, Integración y Negociaciones Comerciales Internacionales, Guido Pennano Allison, en el cual se proponía una ejecución gradual. Así mismo, el continuo fracaso en la lucha contra la inflación y la crisis ocasionada por una epidemia del cólera. Al mismo tiempo, todos los integrantes del gabinete pusieron su cargo a disposición.
El presidente Fujimori, en un intento de poner rápido fin a su primera crisis de Gobierno, el 16 de febrero de 1991, tomó juramento al segundo gabinete, que fue encabezado por el independiente Carlos Torres y Torres Lara como premier y ministro de Relaciones Exteriores y su principal novedad fue el nombramiento, como titular del Ministerio de Economía, de Carlos Boloña, también sin filiación política. Se nombró además a 3 nuevos ministros, los demás permanecieron en sus carteras.

#### Relación con el Congreso y Autogolpe de Estado
Alberto Fujimori, al iniciar su mandato (28 de julio de 1990), pidió al Congreso facultades legislativas de acuerdo con el artículo 188 de la Constitución Política de 1979, y según lo establecido en el artículo 211 de la misma, dictó medidas extraordinarias para implementar una propuesta de estabilización económica. 
En relación con estas medidas de “choque”, Carlos Torres y Torres Lara (ministro de trabajo en ese momento) afirmó ante el Congreso el 30 de agosto que “los decretos supremos (dictados por el Ejecutivo al amparo del artículo 211, inciso 20) tienen similar validez que las leyes y, por lo tanto, pueden modificar a las leyes (aprobadas por el Legislativo)”. Inmediatamente, varios de los parlamentarios protestaron y un mes después, la Cámara de Diputados Aprobó por 68 votos la interpelación al ministro. Mientras tanto, los partidos del FREDEMO (Movimiento Libertad, Acción Popular y Partido Popular Cristiano) se aliaron con Cambio 90 para apoyar a Torres y Torres Lara; finalmente la cámara no alcanzó los 91 votos para censurarlo. La academia y los principales constitucionalistas mencionaron que lo dicho por el ministro se ajustaba a la Constitución.
Por otro lado, el 15 de septiembre del mismo año, Fujimori decretó un indulto selectivo para liberar a algunos encarcelados en calidad de inculpados y de esta manera minimizar el exceso de población carcelaria. El problema radicó en que la constitución del 79 facultaba al Congreso en el ejercicio de ejercer el derecho a la amnistía y no al Ejecutivo, por lo que efectivamente varios parlamentarios cuestionaron la validez de ese indulto. En relación con lo anterior, el poder Ejecutivo sancionó un crédito suplementario al cual se opuso la Comisión Bicameral de Presupuesto. En el Congreso no se había debatido sobre el crédito debido a que Cambio 90 y el APRA no habían dado el quorum. En medio de la controversia provocada, la sesión del Congreso el 10 de octubre se levantó por iniciativa del Ejecutivo y no se votó sobre el permiso para que Fujimori viajara a la reunión de los Presidentes del Pacto Andino. Con respecto a esto, el diario Expreso el 14 de octubre demuestra un claro reconocimiento sobre el conflicto entre el Congreso y el poder Ejecutivo junto un indicio de las tensiones futuras que esto pueda generar, al indicar que:

“El presidente Fujimori niega alentar o protagonizar la confrontación entre los poderes del Estado pero la realidad es más fuerte que sus palabras. Quiéralo o no, él se halla inmerso en un doble conflicto: con el legislativo por un lado y con el judicial por el otro…Desde luego el presidente puede sentirse tentado a saltearse la legalidad a la garrocha, removiendo por decreto a los jueces o cerrando el Congreso.”

En diciembre de 1990, surgió otro conflicto cuando Fujimori promulgó parcialmente la Ley de Presupuesto para el año 1991; es decir, cuando no publicó los artículos materia de observación. Ante este hecho, el Congreso se autoconvocó a legislatura extraordinaria en enero, declaró nula la ley publicada por el Ejecutivo y publicó el presupuesto completo. Luego de ello, el presidente Fujimori suspendió, al amparo del artículo 211, tres de los artículos de la ley aprobada por el Congreso, de esta manera, logró ampliar los poderes del Ejecutivo. 
En febrero de 1991, el Consejo de Ministros se opuso a la propuesta de “democratizar” las decisiones del gobierno y la modificó por completo antes de que se publicara.
En mayo de 1991, Fujimori anunció en el Congreso la firma del convenio antidrogas que había acordado con Estados Unidos, El Congreso reaccionó interpelando al gabinete, pero no se pudo lograr absolutamente nada debido a que en ese momento la oposición a Fujimori no era suficiente. Por otro lado, el Congreso le proporcionó facultades al Ejecutivo durante 150 para que pudiera legislar en las áreas de generación de empleo, inversión privada y pacificación (Ley 25327). “Entre junio y noviembre de 1991 el Ejecutivo promulgó 117 decretos legislativos al amparo de la Ley 25327, de los cuales 83 fueron promulgados entre el 3 y 15 de noviembre, justo antes de que se venciera el plazo. En las semanas siguientes el Congreso derogó o modificó 28 decretos de importancia central, la mayoría de los cuales tuvieron que ver con la pacificación”. Mientras el Congreso se oponía a varias de las normas referidas a la pacificación, críticos del gobierno denunciaban a Fujimori por intentar un golpe “blanco”, por medio del centro legislativo al atacar a la Constitución.
El 30 de noviembre de 1990, el ministro de Economía y Finanzas Carlos Boloña dijo que los sectores aprista y de izquierda de la Cámara de Diputados "actuaron por consigna política" cuando rechazaron el pedido de delegación de facultades en materia tributaria. Boloña anunció que el Consejo de Ministros enviaría los proyectos de ley que se pretendía emitir al amparo de dichas facultades. En el mismo discurso, Boloña afirmó que en el plazo de dos días los proyectos estarían en condiciones de ser debatidos por el Congreso y dijo "[Los congresistas] dijeron que en 48 horas los aprobarían, es decir, con la velocidad de un rayo [...] vamos a ver si lo hacen" y sostuvo que los parlamentarios "deben aprobar sin distorsionar los proyectos, sin introducir exoneraciones y otras medidas que favorezcan a determinadas empresas, sector o persona".
El primero de diciembre de 1991, las discrepancias entre el poder ejecutivo y el legislativo se hacían más notorias. Fujimori asistió a la Conferencia Anual de Ejecutivos , en la cual se refirió a los sueldos de los congresistas.

No deben haber vacas sagradas en el Perú (...) ni siquiera los parlamentarios. Que vayan aprendiendo que sus tarjetas son para presentación, pero no para prebendas ni para privilegios ni medios de presión. Por eso resulta lamentable que (...) mientras todos los peruanos viven en carne propia la crisis, para esos señores parlamentarios el sacrificio ya sea cosa del pasado, la autoridad una simple palabra en sus peroratas y un saludo a la bandera metido en la ley del Presupuesto (...) Esto es una muestra del parlamentarismo estéril (...) no otra cosa puede decirse cuando nos enteramos que los sueldos de cada diputado y senador han sido incrementados hasta superar los dos mil nuevos soles (...) yo sería el primero en justificar un aumento de esta naturaleza si todos los parlamentarios trabajaran de verdad, sin dejar sin quórum las sesiones y dar leyes que patean la pelota al arco equivocado
Discurso de Alberto Fujimori del 1/12/1991 publicado en el diario El Peruano

El día 3 de diciembre, la Cámara de Diputados censuró a Enrique Rossl Link, entonces ministro de Agricultura, por ineficiencia con 114 votos a favor. Días después, el Congreso tenía en agenda la interpelación a Carlos Boloña, ministro de Economía. Luego de ello se reveló la acusación constitucional contra Alan García por enriquecimiento ilícito, hecho que desvió la atención de las cámaras del legislativo. 
El 6 de diciembre, en un discurso de la Policía Nacional, Fujimori se preguntó públicamente si no habría un lobby de los lavadores narcodólares en el Congreso. Esa misma noche, el Senado condenó tales acusaciones y aprobó una moción en la cual descalificaba moralmente a Alberto Fujimori, tal moción se llevó a la Cámara de Diputados. Esto representó para algunos diputados la ventana de oportunidad para sustituir a Fujimori por San Román, mientras que para otros podría provocar un golpe militar por lo que prefirieron no intervenir.
A final de este mes, nuevamente el Congreso y Fujimori mantuvieron relaciones tensas sobre el presupuesto. Fujimori observó 41 artículos de la Ley de Presupuesto y remitió la observación a escasas horas de cumplirse el plazo del 31 de diciembre. En enero de 1992, el Congreso promulgó el Presupuesto original.

##### Autogolpe de Estado y cierre del congreso
La oposición, que revisaba exhaustivamente el paquete de decretos legislativos expedidos por el Ejecutivo, se sintió ofendida porque el presidente había observado más de diez autógrafas de ley dados por el Legislativo. Asimismo, una comisión del Senado investigaba los casos de violaciones a los derechos humanos, por los que fue juzgado y se encuentra actualmente preso Fujimori. Además la OEA reportó en 1998 155 denuncias, cuatro en la Corte Interamericana de Derechos Humanos.
Ante la negativa del Congreso para concederle amplios poderes para legislar sin fiscalización, Fujimori decidió, el 5 de abril de 1992 disolver el Congreso de la República, intervenir el Poder Judicial, tomar medios de comunicación —radiodifusoras, canales de televisión y periódicos de difusión nacional. Lo que generó tensiones tanto en el Ejecutivo como en el Legislativo. Fujimori tenía como premisa cumplir sus promesas electorales. Esta acción la realizó el jefe de Estado a través de una emisión televisiva a nivel nacional. Esto se daría horas antes de que la Asamblea realizará la revisión de decretos, los cuales darían muchas prerrogativas a los militares para eliminar el terrorismo que se consideraban un exceso y una violación a los derechos humanos. Esta medida tomada por el presidente fue muy aceptada por la población peruana un 80 % de apoyo esta decisión. Sin embargo, mientras que dentro del Perú se aceptaba las medidas del Presidente, en el exterior las distintas organizaciones miraban con recelo a lo que sucedía en el país. Lo consideraban “una ruptura del orden democrático” con una estabilidad para concertar negocios o convenios con organismos internacionales o transnacionales.
El depuesto Congreso del Perú siguió reuniéndose inicialmente en secreto y luego sesionando en el Colegio de Abogados de Lima. La primera norma del Congreso fue declarar la vacancia de Alberto Fujimori y nombrar al vicepresidente Máximo San Román como presidente constitucional del Perú. Máximo San Román asumió el cargo el 21 de abril de 1992, en el auditorio del Colegio de Abogados de Lima y recibió la banda presidencial de manos del expresidente Fernando Belaúnde Terry.

## Periodo Presidencial 1992-1993
Después del cierre del Congreso inició el autodenominado Gobierno de Emergencia y Reconstrucción Nacional, en el cual Fujimori tenía el control absoluto, ya que el poder legislativo estaba disuelto y el Poder Judicial intervenido. Para el primer mandatario era importante este tipo de gobierno, porque según él su único obstáculo era el Congreso que no lo dejaba gobernar. Fujimori lo llamaba oposición obstruccionista, pero además la tildaba de corrupta. Con el cierre del Parlamento el presidente se encargó de buscar soluciones al terrorismo y a la crisis económica. Por ello necesitó el cambio de la Constitución para dar nuevas coordenadas al sistema político peruano. Aunque Fujimori desde el inicio de su gobierno planteó medidas para al menos en parte solucionar la crisis económica como veremos en el siguiente cuadro. Luego se notó que necesitaba del cambio de reglas para ejecutar soluciones a distintas velocidades de implementación que hasta antes del cierre del Congreso no poseía.
Para la conformación de su Gabinete y del nombramiento de miembros para las instituciones como el BCR, Gustavo Pastor indica que hubo injerencia de gobiernos extranjeros y de organizaciones internacionales. En su momento la prensa escrita y los parlamentarios de turno criticaron esta injerencia, debido a la sensación de una falta de autonomía del gobierno y de ser manipulada por otros grupos ajenos al país. Diarios como La República brindaban columnas en las que se especulaba que el Perú estaría siendo gobernado por fuerzas extranjeras quienes tenían influencias en la creación de políticas. A pesar de esta situación el presidente continuó sus planes y junto a una “coalición [poder ejecutivo, fuerzas armadas y un equipo de profesionales independientes] de poderes se proponía poner en práctica un proyecto político a largo plazo que debía asegurar el desarrollo, la modernización y la pacificación del país. Este régimen cívico-militar, poco interesado en el Estado de derecho y las instituciones políticas peruanas, se le conoce como « fujimorismo»” (Pastor, 2012).
En un intento de desalertar a la población, en noviembre de 1992 se emitió en todos los canales de señal abierta el documental Tres años que cambiaron la historia, que destaca los cambios realizados por el presidente a pesar de las reacciones internacionales mostradas en el vídeo.

#### Intento de contragolpe de Estado en 1992
Luego del autogolpe de 1992 propiciado en abril de dicho año, un grupo de militares en actividad estuvieron inconformes con una nueva dictadura en el Perú, por lo que contactaron con el general en retiro Jaime Salinas Sedó para protagonizar un contragolpe de estado, y entregar la banda presidencial a Máximo San Román, los militares conjurados planificaron una operación al amparo del derecho a la insurrección consagrado en la Constitución de 1979, pero todos fueron descubiertos y capturados el 13 de noviembre. Salinas Sedó quedó preso hasta 1995.

#### El aparato político del régimen
El informe de la CVR muestra que desde 1993 el poder de Vladimiro Montesinos y del SIN se fue incrementando notablemente. Entre otras cosas, esto se tradujo en la influencia que llegó a tener y desplegar, sobre todo después de 1995, hasta convertirse a todas luces en el aparato político del régimen. Entre las funciones que, ilegalmente, desempeñó de facto, controlado por Montesinos estuvieron: dirigir las campañas electorales, espiar (interceptación telefónica) y sabotear a la oposición política, vigilar y controlar a los medios de comunicación (especialmente a la TV) para que cumplan con su propia agenda, producir leyes para que el Congreso las apruebe y elaborar fallos del Poder Judicial (y después también del Jurado Nacional de Elecciones).
En 2003 el Pleno del Congreso autorizó la denuncia a Fujimori por interceptación telefónica.

#### Congreso Constituyente Democrático
En mayo de 1992, Alberto Fujimori asistió a la XXII Asamblea General de la Organización de los Estados Americanos en Nasáu, Bahamas; en la cumbre se comprometió a restablecer los derechos constitucionales en el país, así como a convocar a un Congreso Constituyente Democrático para garantizar el equilibrio de poderes y la efectiva participación ciudadana en la elaboración, a través de representantes elegidos, de un nuevo contrato social.
El 22 de noviembre de 1992, se celebraron elecciones para el Congreso Constituyente Democrático (CCD), en las que el partido Cambio 90, en coalición con Nueva Mayoría, obtuvo la mayoría absoluta al conseguir 44 del total de 80 escaños y esto a raíz de que los parlamentarios se opusieron a participar de dichas elecciones, lo cual solo ocasionó que el Fujimorismo tenga la mayoría de miembros en el poder legislativo.
Con el cambio en el Parlamento y las nuevas decisiones que se tomaron el ambiente político tuvo un gran cambio en las reglas de juego, entre ellas se cambió la Constitución del país. De esta forma el fujimorismo cambiaría la estructura económica y el de la seguridad nacional. Simultáneamente, y siguiendo los protocolos «la Constitución fue en seguida ratificada por un referéndum presentado a la población como una suerte de validación de los buenos resultados del gobierno Fujimori en materia económica y en pacificación» (Pastor, 2012). Así, la gente aceptó los nuevos cambios y se puso fin a un período de inestabilidad gubernamental provocado por el autogolpe.
«Entre los principales cambios políticos introducidos en la Constitución de 1993, podemos mencionar la reelección presidencial, la revisión de las formas de escrutinio, la redefinición de la representación política según las diferentes regiones del país, la interrupción del proceso de descentralización administrativa, el endurecimiento de las penas ligadas al delito de terrorismo, la redefinición del rol económico el Estado, entre otros» (Pastor, 2012). A principios de enero de 1993, habiendo formalmente reinstaurado la Constitución de 1979, el CCD confirmó a Fujimori como jefe de Estado.

#### Captura de Abimael Guzmán
El general PNP (r) Ketín Vidal y el coronel PNP (r) Benedicto Jiménez coinciden en relatar que Fujimori y Montesinos desconocían que el 12 de septiembre sería intervenida la casa donde se sospechaba que se escondía Abimael Guzmán. Había un plan gubernamental para asesinar al cabecilla, pero Vidal y Jiménez estuvieron en desacuerdo.
El general Ketín Vidal dejó en claro que ni Alberto Fujimori ni Vladimiro Montesinos estaban enterados de la captura de Abimael Guzmán. Así lo relató:

Cuando llegamos a la casa de Los Sauces, y al escuchar bulla de voces de mujeres que provenía del segundo piso, decidí subir por la escalera de la casa a la que llamábamos “El Castillo”. Y, ¡oh sorpresa!, vi a Abimael Guzmán y a Elena Iparraguirre. Me acerqué y le dije: “Soy el general Antonio Ketín Vidal, jefe de la Dincote. Le comunico oficialmente que usted está detenido”, entonces se paró y me extendió la mano: “Manuel Abimael Guzmán Reinoso”, me respondió. “Bueno, usted tiene que entender que en la vida se gana y se pierde. Usted ha perdido, tome asiento”, le dije. Está bien, yo sé perder y también sé que lo pueden matar a uno. Pero el pueblo, lo que tiene acá (señalándose la sien con un dedo), eso, nadie se lo quita”, me respondió Abimael Guzmán.

Luego coordiné con Benedicto Jiménez para, antes de que llegaran los medios de comunicación a Los Sauces, adelantarme a la Dincote con Abimael Guzmán y Elena Iparraguirre. Minutos después enrumbamos a la Dincote y allí decidí informar a la prensa extranjera sobre los hechos, porque quería liberarme de cualquier desgracia. También me comuniqué con el Canal 2, que lanzó la primicia. Hasta ese momento, el presidente Alberto Fujimori no sabía de la captura de Abimael Guzmán. Vladimiro Montesinos, tampoco. Al poco rato, llamé por teléfono a Palacio de Gobierno para darle cuenta al presidente Fujimori sobre la captura de Abimael, pero me contestó el edecán: “Mi general, el presidente no se encuentra, está fuera de Lima”, me dijo. “¿Cómo que no se encuentra? ¡Es urgente!”, le insistí. Pero el edecán volvió a decirme que era imposible. No había manera de comunicarse con el presidente. Luego me enteré que estaba en Iquitos. Luego, a las 11 y 15 de la noche, Montesinos, enterado por la noticias sobre la caída de Guzmán, me llamó por teléfono y me preguntó con ajos y cebollas: “¡Oye, carajo! ¿Es cierto lo que está saliendo en la televisión o me estás cojudeando?”, tronó por el teléfono. “Por supuesto que es cierto”, le contesté. “¡Carajo, ni siquiera me has avisado!”, me gritó y colgó el teléfono.

Minutos después llamé a Montesinos para pedirle que me diera el teléfono del presidente Fujimori y así informarle personalmente de la captura. Montesinos me respondió que ya se había comunicado con Fujimori.
Antonio Ketín Vidal

El plan era matar a Guzmán. Benedicto Jiménez no estaba de acuerdo. Según relató:

El general Vidal una vez me dijo, antes de la captura de Guzmán: "Comandante, si cae Guzmán, ¿debe morir o no? Yo le respondí: "Mi general, nosotros nos guiamos por ciertos principios y usted sabe que hay un libro de cabecera llamado El arte de la guerra, de Sun Tzu, y yo he formado a mi gente con esa mentalidad. Al enemigo hay que capturarlo vivo, porque muerto no nos sirve. Y, segundo, muerto sería un mártir, como lo dice Sun Tzu. Y hasta ahora nuestras fuerzas apuntan a capturarlo vivo. La idea era mantener con vida a Guzmán. Durante las operaciones, una de las partes más difíciles es la toma de decisiones. Cuando yo tomo la decisión de golpear la casa Los Sauces, sabía que asumía un reto, porque Guzmán ya se me había escapado de la residencia de la calle Buenavista, y si fugaba por segunda vez, a mí me descabezaban.
Benedicto Jiménez

### Constitución de 1993
El Congreso Constituyente Democrático aprobó el 4 de septiembre de 1993 la Constitución que debería someterse a referéndum. Los peruanos la aprobaron el 31 de diciembre por 52,9 % de votos a favor y 47,1 % en contra y fue promulgada el 29 de diciembre de 1993.
En términos generales, la Constitución de 1993 no varió mucho respecto a la Constitución de 1979. Se conservó incluso, de manera textual, algunos artículos y, en otros casos, sólo hubo variaciones en la forma, mas no en el contenido. No obstante, las innovaciones propuestas son de gran importancia.
La Constitución de 1993 introduce como principales novedades respecto a la anterior: la pena de muerte por delitos de terrorismo, la reelección presidencial inmediata por un solo período (punto clave que utilizó Alberto Fujimori para justificar su reelección en 1995), la extensión de facultades al Poder Ejecutivo y en especial al mismo Presidente de la República, la Unicameralidad parlamentaria con un Congreso de 120 miembros (que produjo un cambio estructural del Poder Legislativo), la Reforma del Consejo Nacional de la Magistratura, la creación de la Defensoría del Pueblo, y el establecimiento del rol subsidiario del Estado y medidas de liberalización económica y amplias posibilidades de referéndum (asumiendo una postura de orientador, pero sin realizar una actividad empresarial).
En una comparación con la Constitución de 1979: “La del 79 permitía una mayor intervención del Estado, mientras que la del 93 es una carta que limita esta intervención. Sobre la del 79, consideró que está más orientada a lo social y estatal, y no establecía restricciones para que el Estado desarrolle actividad empresarial. La del 93 es más pro empresa privada (…) dice que el Estado puede realizar empresa privada pero en forma subsidiaria y cuando se apruebe por ley. La del 93 es más favorable para las inversiones porque habla de una economía de mercado más desarrollada, aunque con algunas pinceladas sociales”. Por otro lado, en un análisis más exhaustivo:

#### Comparaciones de constituciones sobre economía
| Sobre la formación de empresas estatales | Sobre la formación de empresas estatales |
| --- | --- |
| Constitución de 1979 | Constitución de 1993 |
| Art. 113. El Estado ejerce su actividad empresarial con el fin de promover la economía del país, prestar servicios públicos y alcanzar los objetivos de desarrollo. Art. 114. Por causa de interés social o seguridad nacional, la ley puede reservar para el Estado actividades productivas o de servicios. Por iguales causas puede también el Estado establecer reservas de dichas actividades en favor de los peruanos. | Artículo 60. El Estado reconoce el pluralismo económico. La economía nacional se sustenta en la coexistencia de diversas formas de propiedad y de empresa. Sólo autorizado por ley expresa, el Estado puede realizar subsidiariamente actividad empresarial, directa o indirecta, por razón de alto interés público o de manifiesta conveniencia nacional. La actividad empresarial, pública o no pública, recibe el mismo tratamiento legal. |

| Sobre la iniciativa privada | Sobre la iniciativa privada |
| --- | --- |
| Constitución de 1979 | Constitución de 1993 |
| Art. 115. La iniciativa privada es libre. Se ejerce en una economía social de mercado. El Estado estimula y reglamenta su ejercicio para armonizarlo con el interés social. | Art. 58. La iniciativa privada es libre. Se ejerce en una economía social de mercado. Bajo este régimen, el Estado orienta el desarrollo del país, y actúa principalmente en las áreas de promoción de empleo, salud, educación, seguridad, servicios públicos e infraestructura. |

| Sobre la promoción de la inversión | Sobre la promoción de la inversión |
| --- | --- |
| Constitución de 1979 | Constitución de 1993 |
| Art. 116. El Estado promueve y protege el libre desarrollo del cooperativismo y la autonomía de las empresas cooperativas. Asimismo estimula y ampara el desenvolvimiento de las empresas autogestionarias, comunales y demás formas asociativas. | Art. 59 El Estado estimula la creación de riqueza y garantiza la libertad de trabajo y la libertad de empresa, comercio e industria. El ejercicio de estas libertades no debe ser lesivo a la moral ni a la salud ni a la seguridad pública. El Estado brinda oportunidades de superación a los sectores que sufren cualquier desigualdad; en tal sentido, promueve las pequeñas empresas en todas sus modalidades. |

| Sobre el comercio exterior e inversión extranjera | Sobre el comercio exterior e inversión extranjera |
| --- | --- |
| Constitución de 1979 | Constitución de 1993 |
| Art. 117. El Comercio exterior es libre dentro de las limitaciones que la ley determina por razones de interés social y del desarrollo del país. El Estado promueve la cooperación entre los pueblos para alcanzar un orden económico internacional justo. | Artículo 63. La inversión nacional y la extranjera se sujetan a las mismas condiciones. La producción de bienes y servicios y el comercio exterior son libres. Si otro país o países adoptan medidas proteccionistas o discriminatorias que perjudiquen el interés nacional, el Estado puede, en defensa de éste, adoptar medidas análogas. El Estado y las demás personas de derecho público pueden someter las controversias derivadas de relación contractual a tribunales constituidos en virtud de tratados en vigor. Pueden también someterlas a arbitraje nacional o internacional, en la forma en que lo disponga la ley. |

| Propiedad | Propiedad |
| --- | --- |
| Constitución de 1979 | Constitución de 1993 |
| Art. 125. La propiedad es inviolable. El Estado la garantiza. A nadie puede privarse de la suya sino por causa de necesidad y utilidad públicas o de interés social, declarada conforme a ley, y previo el pago en dinero de una indemnización que debe pagarse necesariamente en dinero y en forma previa. Art. 127. La ley puede, por razón de interés nacional, establecer restricciones y prohibiciones especiales para la adquisición, posesión, explotación y transferencia de determinados bienes por su naturaleza, condición o ubicación. | Art. 70. El derecho de propiedad es inviolable. El Estado lo garantiza. Se ejerce en armonía con el bien común y dentro de los límites de ley. A nadie puede privarse de su propiedad sino, exclusivamente, por causa de seguridad nacional o necesidad pública, declarada por ley, y previo pago en efectivo de indemnización justipreciada que incluya compensación por el eventual perjuicio. Hay acción ante el Poder Judicial para contestar el valor de la propiedad que el Estado haya señalado en el procedimiento expropiatorio. |

### Crisis del Gabinete de la Puente
El 27 de agosto de 1993 el presidente del Consejo de Ministros y Canciller, Óscar de la Puente, renunció junto con todos los ministros y miembros del gabinete, al siguiente día Fujimori aceptó la renuncia del Premier y de los ministros. Esto debido la firma y ejecución de la Resolución Suprema N.º 435-92-RE del 29 de diciembre de 1992. Dicha resolución cesó, aparentemente sin fundamento alguno, a 117 diplomáticos, bajo el pretexto de “reorganizar” el servicio diplomático. Paralelamente, se incrementó paulatina y notablemente el número de cesados, al rebajar cinco años la edad de jubilación por categoría diplomática. Fue una purga muy radical, que comprometió a la tercera parte del personal diplomático en actividad.
Dicha medida ya había sido planeada por el gobierno de Fujimori con anterioridad (desde fines de 1990), sin embargo, los anteriores cancilleres se habían negado a ponerla en ejecución.
Al día siguiente de la renuncia de la Puente, el presidente Alberto Fujimori aceptó la renuncia del Premier. Se nombró a Alfonso Bustamante como Presidente del Consejo de Ministros y a Efraín Goldenberg como ministro de Relaciones Exteriores.

### Ley Cantuta
El 18 de diciembre de 1993, hubo una orden de detención de los miembros del «Destacamento Colina», dispuesta por el juez del fuero común. Hubo oposición de la justicia militar. Bajo esa situación, la Sala Penal de la Corte Suprema era la responsable de definir la competencia. El 4 de febrero de 1994, se produjo una discordia al votar 3 magistrados a favor del fuero militar y 2 a favor del fuero civil. No obstante, de acuerdo a Ley, el conflicto de competencia entre los fueros común y militar se debía resolver en la Corte Suprema con el voto favorable de cuatro vocales. Esta discordia debía ser resuelta bajo la decisión de los Magistrados Consejeros de la Corte Suprema del Poder Judicial (se supuso que dichos Magistrados votarían a favor del fuero común).
En este contexto, el 10 de febrero de 1994, el gobierno promulgó la Ley n.º 26291, denominada Ley Cantuta. De esta manera, pasó a manos de la Justicia Militar el juicio a nueve militares acusados del asesinato de nueve estudiantes y un profesor de la Universidad Nacional de Educación Enrique Guzmán y Valle (La Cantuta). Siete días después Alfonso Bustamante y Bustamante, primer ministro y ministro de Industria renunció mostrando su desacuerdo con la decisión del gobierno y el Congreso de aprobar referida ley. Tras la dimisión fue nombrado Efraín Goldenberg como primer ministro y Liliana Canale Novella como Ministra de Industria.
Por último, esta ley disponía lo siguiente:

Artículo 1: Las contiendas de competencia sobre jurisdicción civil o militar, que no estén vinculadas al narcotráfico, se entienden resueltas por la Sala correspondiente de la Corte Suprema de la República, cuando cuenten con mayoría simple de los votos emitidos por los miembros de la Salas. Las votaciones futuras serán secretas.
Artículo 2: La presente Ley modifica toda disposición que se le oponga y es de aplicación inmediata a todos los procedimientos en actual trámite, sin requerir nuevas votaciones.
Artículo 3: La presente Ley entra en vigencia al día siguiente de su publicación y tendrá vigencia temporal hasta el 28 de julio de 1995.
Ley 26291

Cabe destacar que no es la única norma sobre investigados en justicia militar. En 1995 se promulgó la Ley de Amnistía para exonerar a militares que estuvieron participando en la «lucha antisubversiva».

#### Reelección
Debido a la reforma constitucional de 1993, Fujimori pudo reelegirse para el periodo 1995-2000, venciendo a Javier Pérez de Cuéllar en primera vuelta. Las elecciones tuvieron lugar el 9 de abril de 1995. Sin embargo, el debate en torno a la reelección, según Fernando Tuesta, analista político peruano, emerge debido a que el “artículo 112 muestra claramente que el espíritu y la inspiración de los congresistas era considerar el período 1990-1995 como el primer gobierno del presidente Alberto Fujimori. El Diario de Debates muestra las palabras del Dr. Carlos Torres y Torres Lara sosteniendo inequívocamente este hecho”. Finalmente, el artículo 112 permitía la reelección presidencial por única vez. El mismo fue aprobado por la Constitución de 1993.
Con motivo de las elecciones de 1995, ante la tacha presentada contra la candidatura de Alberto Fujimori, el JNE la declaró infundada pues consideró que el presidente en ejercicio fue habilitado por el artículo 112 de la nueva Constitución de 1993. Es decir, el presidente Fujimori estaba habilitado para postular a la única reelección posible. En concordancia con esta posición, el Congreso Constituyente Democrático debatió una ley para regular las acciones del Presidente de la República como candidato. Debido a esto, promulgó la Ley N.º 26430, denominada: “Normas aplicables al ciudadano que ejerza la Presidencia de la República y que postule a la reelección”. De esta manera, el CCD asume que la reelección inmediata del ingeniero Alberto Fujimori estaba ya consumada, en 1995.
Por otro lado, la Ley de Interpretación Auténtica, en resumidas cuentas, intenta modificar la Constitución, mas no interpretarla. En otras palabras, el presidente Fujimori no puede postular nuevamente a la presidencia. El Congreso, por su parte, debido al temor de no poder superar los obstáculos impuestos por la oposición, no logró poner en marcha una reforma constitucional, la cual, era la única posibilidad que este tenía.

##### Resultados electorales[32]
- Alberto Fujimori: 64 %
- Javier Pérez de Cuéllar: 22 %

### Guerra del Cenepa
A inicios de 1995, se produjo un conflicto armado con el Ecuador por la región fronteriza nororiental conocida como Cordillera del Cóndor. En marzo, de ese año se firmó un alto el fuego en el palacio presidencial de Itamaraty en Brasilia.

## Segundo periodo: 1995-2000

### Elecciones 1995, toma de mando
Las elecciones de 1995 se dieron en un contexto bastante particular. Luego del autogolpe en 1992, estas fueron vistas como un «retorno a la democracia» tal como citan diversos autores. En dicho proceso participaron figuras como Javier Pérez de Cuéllar, Alejandro Toledo, Ricardo Belmont y Raúl Diez Canseco Terry, entre otros. No obstante, es importante señalar cómo fue el proceso y qué áreas cambiaron para favorecer una elección sin fraudes.
En primer lugar, la valla electoral fue lo bastante alta como para permitir la candidatura de partidos de oposición. Por otro lado, tal como señala el informe de LASA, se hicieron ciertas modificaciones con la finalidad de incrementar la participación y fiscalización de los ciudadanos. Esto se ve evidenciado en el reporte de los resultados a través de un sistema computarizado. Un factor importante, es que la prensa privada no estuvo igual de regulada que la nacional. De manera que, favoreció desproporcionadamente al candidato oficialista.
A pesar de que Pérez de Cuéllar lideró la intención de voto, la guerra con Ecuador jugó un papel importante en la reelección de Fujimori. Fujimori estaba negociando con ese país desde ese territorio en 1992. Si bien el del acuerdo de Brasilia ayudó a conseguir la tregua con Ecuador durante unos meses en 1995, esta fue controvertida. Pérez de Cuéllar criticó las políticas gubernamentales, calificándolas de improvisadas y erráticas.
El expresidente, instauró el lema «El Perú no puede parar» como mensaje principal para promover los beneficios de la continuidad en el gobierno. Por otro lado, tal como señala Murakami, la población no vio en los candidatos una nueva alternativa. Probablemente, debido al mantenimiento de las desgastadas estructuras de los partidos, las cuales no lograron capturar por complemento a la población, así como las figuras personalistas y autoritarias. Asimismo, la percepción de cumplimiento y buen gobierno por parte de la ciudadanía, reforzó el voto hacia Fujimori. Tal como señala Pease “el colapso fue en 1995 con el triunfo electoral de Fujimori. Ante la pregunta sobre por qué triunfa Fujimori, Tanaka encuentra que a la oposición le faltó fortaleza para combatir el golpe de 1992. Una señal del colapso fue: que ninguno de los partidos que eran parte del precario sistema anterior llegó al 5 % requerido por el Jurado Nacional de Elecciones en las candidaturas presidenciales de 1995” (2000). Finalmente, Fujimori logra alcanzar la presidencia bajo dudosas circunstancias. Además, el oficialismo tuvo mayoría congresal. Las circunstancias para que Fujimori lograra reelegirse, fueron en parte dadas debido al control dentro del gobierno.
En la ceremonia de toma de mando de 1995, realizada en el Palacio Legislativo del Perú, estuvieron presentes los presidentes Carlos Menem de Argentina, Gonzalo Sánchez de Lozada de Bolivia, Fernando Henrique Cardoso de Brasil, Eduardo Frei de Chile, Ernesto Samper de Colombia, Ernesto Pérez Balladares de Panamá, Juan Carlos Wasmosy de Paraguay, Julio María Sanguinetti de Uruguay y Rafael Caldera de Venezuela. Además estuvo presente la comitiva de Estados Unidos, conformada por Louis Cavazos, secretario de Educación; Chase Untermeyer, director de personal presidencial; Anthony Quainton, embajador en Perú; Bruce Babbit, secretario del Interior y Alexander Watson, subsecretario de Estado para Asuntos Interamericanos.

### El descontento social a inicios del 95
En 1995, el gobierno empezaba con condiciones mucho más favorables que las que se conocían en la década de los 80s. Ya no había hiperinflación, se daban las primeras inyecciones de capital financiero externo y la economía empezaba a circular. Sin embargo, Fujimori no supo aprovechar tales condiciones para crear un verdadero desarrollo. En ese sentido, no generó empleo ni disminuyó los niveles de pobreza en la sociedad, dos factores que fueron de suma importancia, ya que eran los motivos por los cuales fue capaz de reelegirse. Tal situación produjo el inicio del descontento observado en 1995.
Hubo dos factores que, sumados al mal manejo de la economía y su planificación, aumentaron el descontento hacia Fujimori:
1. Demetrio Chávez: perteneciente a un cartel de droga que declaró tener relaciones directas con Fujimori y su asesor Montesinos.
2. El General Robles: oficial en retiro que realizó críticas al gobierno y al actuar de las Fuerzas Armadas fue detenido. Fue visto ante los ojos de la opinión pública como un crimen contra los derechos individuales.

El evidente aferramiento al poder fue otro factor que inició el declive de la popularidad de Fujimori. Murakami señala como, debido al vasto apoyo del que se gozó en las elecciones de 1995, la bancada se tomó muy en serio la idea de mantenerse en el periodo 5 años más. Fujimori, en vez de preocuparse por aprovechar la situación favorable que le tocó, estaba más concentrado en encontrar la manera de mantenerse en el poder luego del 2000. Esta percepción se dio automáticamente luego de tomar el poder en 1995.

### Chavín de Huantar
La operación Chavín de Huantar fue una operación militar, considerada una de las operaciones más exitosas a nivel mundial, donde se logró rescatar a 72 rehenes. Los rehenes estuvieron capturados durante 125 días en la residencia del embajador japonés hasta que el 22 de abril de 1997 fueron liberados gracias a las fuerzas militares.
El 17 de diciembre de 1996, catorce miembros del Movimiento Revolucionario Túpac Amaru (MRTA), organización subversiva peruana de corte marxista- leninista, tomaron por asalto la residencia del embajador japonés en Lima durante la celebración del cumpleaños del emperador Akishito. Setecientos invitados quedaron tendidos en el piso amenazados por ametralladoras y granadas. A la medianoche, los terroristas aceptaron la salida de mujeres y ancianos y quedaron unas 380 personas cautivas entre ministros de Estado, embajadores, políticos, empresarios, altos jefes militares y policiales. Después de negociaciones con la Cruz Roja se aceptó dejar libre a políticos sin peso y a algunos políticos de izquierda.
En el tiempo que duró la crisis, el gobierno se mostró dispuesto a negociar y el ministro de Educación, Domingo Palermo Cabrejos, fue designado para dialogar con los terroristas. Adicionalmente, Juan Luis Cipriani, en ese entonces arzobispo de Ayacucho, fue parte de una comisión negociadora. Mientras se llevaban a cabo las negociaciones, el gobierno entrenaba a miembros del Ejército y de la Unidad Especial de Combate de la Fuerza de Infantería de Marina de la Marina de Guerra del Perú (IMAP), para la operación secreta.
El operativo tuvo una duración de 16 minutos y logró el rescate de 71 rehenes. Se tuvieron tres muertes, entre los cuales se encuentra el magistrado Carlos Giudti que falleció tras resultar herido. También se perdió la vida del teniente Raúl Jiménez y la del capitán Juan Valer, comandos que perdieron su vida en la realización del rescate. Uno de los rehenes, el vicealmirante Luis Giampietri, retenido dentro de la casa del embajador tuvo un rol clave en la realización de la operación de rescate. Se le entregó a Luis Giampietri, entre los alimentos y medicinas entregados por la Cruz Roja, una biblia y una guitarra las cuales tenían micrófonos y le permitía comunicarse con las fuerzas militares. Cuando los comandos Chavín de Huántar iniciaron el rescate, 13 emerretistas se encontraban en el primer piso jugando fulbito y los rehenes estaban custodiados por un solo hombre en el segundo piso con lo que hizo más fácil el éxito del rescate.

### La dinámica en el Congreso
En las elecciones de 1995, Fujimori consigue una victoria con bastante facilidad, lo que le otorga 67 escaños de un total de 120; es decir, una mayoría absoluta en el Congreso. Sin embargo, a pesar de la fuerza política dominante, no conseguía los ⅔ necesarios para poder realizar un cambio en la constitución sin tener que entrar en diálogo con las demás organizaciones políticas de la época. La oposición al fujimorismo era bastante fragmentada, estaba constituida por varios grupos minoritarios que se fueron dividiendo con el paso del tiempo. Esto generaba el ambiente propicio para ir preparando la posibilidad de una continuidad del gobierno en el 2000.
Como señala Degregori y Meléndez, la bancada fujimorista tenía un perfil bastante tecnocrático. Más de la mitad de los congresistas que llegaron al poder gracias Fujimori tenían como profesión la economía o alguna carrera vinculada con la ingeniería, a diferencia de lo que sucedía con las otras organizaciones. En el caso de Unión por el Perú -segunda fuerza política más importante- sus 17 congresistas estaban vinculados con carreras de letras, como lo son el derecho, la sociología y el periodismo.
Por otro lado, es notable la gran cantidad de congresistas fujimoristas cuyo voto fuerte no estuvo en Lima, sino en otras regiones del país. De los 67 escaños que obtienen en el Congreso, 41 de ellos eran miembros cuyo voto fuerte se encontraba concentrado en 2 o 3 regiones fuera de la capital. En ese sentido, el fujimorismo representa una suerte de apertura y renovación política; sin embargo, este proceso se da, como señalan Meléndez y Degregori en un esquema vertical y autoritario, dado el poco interés de Alberto Fujimori por construir un partido político bien organizado.

### Relación ejecutivo-legislativo-judicial
La concentración de poder por parte del ejecutivo es clara en tanto esta socavó otras arenas con la finalidad de asegurar su mantenimiento en el poder. Una primera arena que se vio totalmente vulnerada fue el poder judicial y el ministerio público como señala Henry Pease. Con la ayuda de la mayoría parlamentaria, se instituyeron leyes que permitieron el designamiento a “dedo” de los magistrados por parte del Congreso. Asimismo, estos magistrados eran provisionales. De modo que, estaban subordinados a los poderes mencionados. Recordemos que, al ser provisionales, las renovaciones laborales se harían en tantos cumplan con los solicitado. Por tanto, podemos señalar que el parlamento fujimorista junto al poder ejecutivo, manipulaban dicha arena. Esto, a su vez, implica que la relación ejecutivo-legislativo, estaba muy consolidada, sobre todo, debido a la amplia mayoría oficialista.
Por otro lado, tal como se observa en las tablas, Cambio 90/Nueva Mayoría contó con 67 parlamentarios, mientras que el partido que le sigue, Unión por el Perú, contó con 17 congresistas. Esta elección fue muy particular en tanto los partidos más antiguos y consolidados obtuvieron porcentajes mínimos tanto en las presidenciales como en las congresales. Esto se ve evidenciado en el 3.3 % que obtiene el APRA y el 1.3 % que obtiene AP en las presidenciales. En adición, el PPC obtiene 3 %, el APRA 6.5 %, y el AP 3.3 % en las elecciones congresales. 
| Partido/Alianza/Lista                           | Porcentaje votos válidos | Porcentaje votos emitidos |
| Cambio 90/Nueva Mayoría                         | 64.424 %                 | 52.907 %                  |
| Unión por el Perú                               | 21.811 %                 | 17.912 %                  |
| APRA                                            | 4.110 %                  | 3.375 %                   |
| CODE/País Posible                               | 3.244 %                  | 2.664 %                   |
| Movimiento Cívico Obras                         | 2.581 %                  | 2.120 %                   |
| Acción Popular                                  | 1.643 %                  | 1.349 %                   |
| Frente Popular Agrícola FIA del Perú            | 0.773 %                  | 0.635 %                   |
| Izquierda Unida                                 | 0.573 %                  | 0.471 %                   |
| Perú al 2000/Frenatraca                         | 0.336 %                  | 0.276 %                   |
| Movimiento Indepentiente Nuevo Perú             | 0.134 %                  | 0.110 %                   |
| Partido Reformista del Perú                     | 0.122 %                  | 0.100 %                   |
| Alternativa Perú Puma                           | 0.094 %                  | 0.077 %                   |
| Paz y Desarrollo                                | 0.085                    | 0.070 %                   |
| Frente Independiente de Reconciliación Nacional | 0.070 %                  | 0.058 %                   |
| Votos en Blanco                                 |                          | 9.157 %                   |
| Votos Nulos                                     |                          | 8.719 %                   |

| Porcentaje obtenido | Partido/Alianza/Lista                           |
| 52.103 %            | Cambio 90/Nueva Mayoría                         |
| 13.997 %            | Unión por el Perú                               |
| 6.532 %             | APRA                                            |
| 4.891 %             | Frente Independiente Moralizador                |
| 4.150 %             | CODE/País Posible                               |
| 3.341 %             | Acción Popular                                  |
| 3.094 %             | PPC                                             |
| 2.975 %             | Renovación                                      |
| 1.996 %             | Movimiento Cívico Obras                         |
| 1.877 %             | Izquierda Unida                                 |
| 1.075 %             | Frente Popular Agrícola FIA del Perú            |
| 1.069 %             | Perú al 2000/Frenatraca                         |
| 0.788 %             | Movimiento Independiente Agrario                |
| 0.676 %             | Movimiento Independiente Nuevo Perú             |
| 0.300 %             | Partido Reformista del Perú                     |
| 0.283 %             | Alternativa Perú PUuma                          |
| 0.246 %             | Apertura Para El Desarrollo Nacional-PS         |
| 0.236 %             | Frente Independiente de Reconciliación Nacional |
| 0.220 %             | Movimiento Independiente Inca                   |
| 0.151 %             | Movimiento Social Independiente Recambio        |

| Número de Congresistas electos(as) | Partido/Alianza/Lista                |
| 67                                 | Cambio 90/Nueva Mayoría              |
| 17                                 | Unión por el Perú                    |
| 8                                  | APRA                                 |
| 6                                  | Frente Independiente Moralizador     |
| 5                                  | CODE/País Posible                    |
| 4                                  | Acción Popular                       |
| 3                                  | PPC                                  |
| 3                                  | Renovación                           |
| 2                                  | Movimiento Cívico Obras              |
| 2                                  | Izquierda Unida                      |
| 1                                  | Frente Popular Agrícola FIA del Perú |
| 1                                  | Perú al 2000/Frenatraca              |
| 1                                  | Movimiento Independiente Agrario     |

### PROMUDEH
El 29 de octubre de 1996 mediante el decreto de ley N.º 866 se creó el Ministerio de Promoción de la Mujer y del Desarrollo Humano (Promudeh), lo que en la actualidad es el Ministerio de la Mujer y Poblaciones Vulnerables (MIMP). El cual tenía como objetivo principal promover el desarrollo de la mujer disminuyendo las desigualdades de género existentes en el país y, además, la promoción de derechos para otros grupos sociales minoritarios normalmente discriminados en el país de manera que se pueda generar equidad. Su visión es impulsar un cambio cultural donde la mujer y el hombre compartan las mismas oportunidades y sean dueños de su destino, en un ambiente de paz, democracia y solidaridad y su misión, promover el desarrollo de la mujer y la familia, promover las actividades que favorezcan el desarrollo humano de la población y la atención prioritaria a los menores de edad, mujer, adulto mayor y personas con discapacidad en situación de riesgo o abandono.
Sin embargo, en 1996 cuando se crea Promudeh, sus funciones parecían estar muy limitadas puesto que se puso énfasis en el rol promotor del PROMUDEH más no en su capacidad rectora en temas vinculados a la inequidad social y de género (sólo se menciona explícitamente un rol rector en temas vinculados a niñez y adolescencia).
El decreto 866 propone como misión de este nuevo ministerio “promover el desarrollo de la mujer y la familia, promover las actividades que favorezcan el desarrollo humano de la población y la atención prioritaria a los menores en riesgo.” Para lograr este objetivo se operacionaliza esta misión en 4 objetivos claves:
1. Promover para los grupos objetivo de competencia del Ministerio la equidad en el acceso a la ocupación, salud y educación.
2. Afianzar el rol de la mujer y la familia en la sociedad, así como en los programas orientados a su desarrollo y en la lucha contra la pobreza.
3. Formular y ejecutar políticas de atención orientados a prevenir, atender, promover y rehabilitar a los menores de edad en situación de riesgo.
4. Promover los valores cívicos y las normas de comportamiento acordes con los principios de la ética, la moral, la solidaridad y la paz; así como promover el acceso a la información, la cultura, la recreación y el deporte, como medios del desarrollo personal y colectivo.

Como se puede observar, la norma identifica de manera explícita como grupos sociales objetivo a las mujeres y los menores en riesgo. Se hace una alusión genérica a “la familia” y al “desarrollo humano de la población.” No se realiza una identificación clara del resto de grupos objetivo. Sin embargo, mediante la mención de las entidades del Estado que pasarían a formar parte de Promudeh se puede concluir que este Ministerio se encargará de mujeres, niños, adolescentes, adultos mayores, personas con discapacidad, población afectada por la violencia política (la cual estuvo muy presente en el gobierno de Fujimori), y población indígena.

### Nuevo derecho de autor
En 1996 se promulga el DL 822, en que establece nuevas reglas en el derecho de autor nacional.

### Crisis del Gabinete Pandolfi
El 4 de junio de 1998, el presidente del Consejo de Ministros, Alberto Pandolfi, renunció tras la intromisión de militares en las negociaciones de la paz con Ecuador. Con él renunció el gabinete en pleno; la renuncia fue aprobada y se nombró a Javier Valle-Riestra, congresista de oposición, como Presidente del Consejo de Ministros. Los ministros continuaron en sus carteras, excepto Jorge Camet (Economía), que fue reemplazado por Jorge Baca Campodónico.

### Gabinete Valle Riestra
El nombramiento de Javier Valle Riestra (APRA) como Presidente del Consejo de Ministros causó sorpresa en la clase política peruana, pues este se había opuesto a la reelección. Valle Riestra anunció que su misión iba a ser la de “fortalecer la democracia y el respeto de los derechos humanos”.
En julio del mismo año, el jefe del gabinete subscribió dos veces las listas en las cuales los peruanos piden un referéndum para derogar una ley que faculta al mandatario postularse a una segunda reelección en las elecciones del 2000. Valle Riestra renunció al premierato el 8 de agosto de 1998, tras indicar que sus esfuerzos por democratizar el país no son viables, además indicó que el presidente parlamento, Víctor Joy Way, le había faltado el respeto al decirle que comenzara a trabajar. Junto con él, dimitió el ministro de Defensa César Saucedo. Luego de semanas de la renuncia, se volvió a nombrar a Alberto Pandolfi como Presidente del Consejo de Ministros el 21 de agosto de 1998.

### Paz con Ecuador
Tras la llegada a la presidencia ecuatoriana de Jamil Mahuad en agosto de 1998, se iniciaron negociaciones con Ecuador para obtener una solución definitiva al conflicto. En octubre de 1998, se firmó el Acta de Brasilia, en la cual Ecuador y Perú aceptaron la fijación de la frontera en un tramo de 78 kilómetros en acuerdo a un dictamen de los garantes del Protocolo de Río de Janeiro. En un acto simbólico, Perú cedió al Ecuador como propiedad privada (es decir, sin ninguna soberanía) un kilómetro cuadrado de terreno donde se encuentra Tiwinza. El tratado trajo la oposición de varios miembros del gobierno y de la cúpula militar, que tuvo que ser reorganizada a raíz de esto. Asimismo, la oposición denunció un manejo manipulativo y poco sincero del conflicto con Ecuador.

### Crisis del Gabinete Pandolfi II
El 4 de enero de 1999 Alberto Pandolfi renunció al premierato para la recuperación del crecimiento económico; Alberto Fujimori nombró al día siguiente al entonces titular del Legislativo Víctor Joy Way como Presidente del Consejo de Ministros.

### Gabinete Joy Way
A inicios de 1999, una vez que Joy Way asumió el cargo, empezaron las críticas por los miembros del gabinete. El entonces ministro de Trabajo Jorge Mufarech dijo por televisión que en las aduanas existe una red de corrupción que facilita el contrabando y por lo cual según dijo el Estado peruano no recibió unos 10.000 millones de dólares en 10 años. La polémica desatada llevó a la renuncia de todos los ministros. El 15 de abril del mismo año se despidieron del gabinete los ministros: Julio Salazar Monroe (Defensa), Jorge Mufarech (Trabajo) y Carlos de Romaña y García (Salud).
En octubre del mismo año el premier renunció tras revelaer que iba a postular al Congreso en las elecciones del siguiente año. Luego de la aprobación de la dimisión se nombró a Alberto Bustamante Belaúnde, experto en Derechos Humanos, como Presidente del Consejo de Ministros; junto con Joy Way se fueron Miriam Schenone (PROMUDEH), Antonio Paucar (Transportes), Daniel Hokama (Energía y Minas), Javier Villanueva (Interior) y Alfredo Quispe (Justicia), Ludwick Mayer (Pesquería), Tomás Gonzales (Presidencia).
En enero de 1999, la entrada en vigor de una ley que fomentaba el desarrollo económico en los departamentos de la selva provocó protestas generalizadas. En respuesta a las críticas de organizaciones civiles, el gobierno decretó el estado de emergencia en abril del mismo año, afectando a al menos diez departamentos del país.

## Tercer Periodo: de julio a noviembre de 2000
El tercer gobierno de Alberto Fujimori dio inicio el 28 de julio de 2000, tras dos vueltas electorales turbulentas que acapararon los ojos del Perú y el mundo, llegando al resultado final de la segunda reelección consecutiva del presidente Fujimori. Este gobierno, marcado por la inestabilidad política y los escándalos que se mediatizaron, tuvo una duración de poco menos de 4 meses, concluyendo con la renuncia indecorosa por fax del presidente Fujimori desde Japón, la misma que no fue aceptada por el Congreso, quien lo destituyó del cargo arguyendo la causal de “incapacidad moral”.
El tercer periodo es la continuación de los planes del gobierno en estabilizar la economía así como el respaldo de los electores en la lucha contra el terrorismo con la captura del líder de Sendero Luminoso en el año 1992, generando así una sensación de orden, seguridad y confianza en la población. Por ello, no sorprende que en el 95 la población apostase por reelegir a Fujimori. El discurso en esta campaña estuvo orientado a los segmentos sociales más empobrecidos, segmentos con los que el oficialismo tenía una deuda pendiente, pues no había podido lograr reducir la pobreza ni el desempleo con el mismo éxito que tuvo con las medidas del fujishock y el enfrentamiento al terrorismo. Estas se volvieron su base social.
En el año 1995 Alberto Fujimori fue reelecto por primera vez como presidente de la república, ya bajo el marco jurídico de la constitución del 93, que fue fruto de la labor del Congreso Constituyente Democrático del 92, tras el autogolpe. En una elección poco cuestionada, Fujimori vencía al candidato y exsecretario general de la ONU Javier Pérez de Cuellar, quien no se presentaba como una alternativa opuesta o diferente al programa fujimorista en términos de programa. Las diferencias entre ambas propuestas eran de forma y no de fondo, con un Pérez de Cuellar que no era precisamente un candidato carismático que convoque masas, al margen de sus incuestionables méritos profesionales y académicos. Fujimori fue el claro vencedor de la elección, pero sus días de éxito estaban llegando a su fin.
En este momento del régimen, la figura del asesor presidencial Vladimiro Montesinos se había consolidado entre los hombres de confianza más cercanos al presidente. Desde los primeros días de su vida política Fujimori se relacionó con Montesinos, a quien veía con mucha estima por su inherente carisma y su gran capacidad de obtener los resultados esperados en contextos complicados. Montesinos, abogado de profesión y arequipeño de nacimiento, mantenía relaciones estrechas con las fuerzas armadas, institución de la que habría formado parte. Además, era cercano con el gobierno estadounidense, en específico con la CIA y la DEA, para quienes fungió de informante durante muchos años antes de los 90 y con quienes coordinaba el manejo de la presión internacional. Para el 95, Montesinos había logrado distanciar del entorno presidencial a aquellos allegados al presidente que le pudieren ser incómodos, incluyendo al hermano menor del presidente Santiago Fujimori, afirmando así su posición de “mano derecha” de Fujimori.
Durante este segundo gobierno, Fujimori necesitaba consolidar la reforma económica que había iniciado, hacer que esta alcance a su base social humilde. Sin embargo, los conflictos dentro de su círculo cercano en el gobierno, de la mano de la coyuntura internacional de recesión y entrampamiento económico hicieron que esta tarea se torne mucho más difícil de lo que se había anticipado. Sin embargo, aún contaba con un amplio respaldo popular pues la oposición no había logrado capitalizar esta coyuntura y captar respaldo popular.
El estilo de gobierno de Fujimori de tomar medidas de emergencia, reactivamente, para controlar la crisis, el mismo que le había sido tan útil entre el 90 y el 95, dejaba de ser útil en estos tiempos de mayor estabilidad. Tiempos que requerían de un estilo de gobierno más programático y planificado, que priorice los proyectos de mediano y largo plazo, cuyos resultados no podrían ser apreciables recién después de un tiempo determinado, pero que permitirían consolidar una institucionalidad en las reformas ejecutadas ante la emergencia heredada del gobierno anterior. Sin embargo, Fujimori no comprendió o no quiso comprender esto y se aferró a sus viejas formas en las que tenía confianza por los resultados obtenidos hasta ese momento.
Este enfoque complicó la imagen del gobierno ante la población, pues no lograba evidenciar los resultados prometidos de reducción de pobreza. Además, la comunidad internacional empezaba a denunciar las formas dictatoriales del gobierno, las que consideraba cada vez menos oportunas, exigiendo acciones concretas que evidencien la voluntad del gobierno de hacer una transición de vuelta hacia la democracia.
En este difícil contexto, tras apenas un año de la segunda gestión fujimorista, el tema de la tercera reelección se empezaría a perfilar como un problema central del régimen. Todo inicia con las declaraciones de un grupo de congresistas oficialistas de peso a los medios, donde indicaban que tenían esperanzas de ver a Fujimori participar en las elecciones del 2000. El tema de la reelección fujimorista ya había sido un foco de polémica en el Congreso constituyente del 92, donde el oficialismo estableció durante el debate del artículo constitucional que regula la reelección, que la prohibición de reelección impediría la participación de Fujimori en el año 2000, pues la del 95 habría sido su segunda reelección, alcanzando con eso el máximo de reelecciones posibles según el precepto establecido en la constitución que permitía hasta una reelección consecutiva.
Al margen de ello, Fujimori ya tenía pensado participar en la elección del 2000. Su intención era ganar la elección y renunciar a la presidencia culminado el primer año de gestión. Así, su heredero Francisco Tudela podría terminar de supervisar la transición hacia la democracia, pero dentro de los parámetros que Fujimori había predeterminado para ello. Montesinos fue uno de los promotores principales de esta idea. La estrategia era armar la habilitación para la segunda reelección lo más lejos posible de las elecciones, para así poder contrarrestar el costo político de esa decisión con los éxitos que su gestión obtenga. Para ello, a mediados del 96 impulso dos leyes que su mayoría en el Congreso aprobó. Estas leyes le permitieron doblar y desnaturalizar el sentido interpretativo de la constitución, facultándolo a participar de las elecciones. El argumento era que en tanto la primera elección de Fujimori se dio con la constitución del 79, esa elección no estaba afectada por la constitución del 93, ni podía contar para la determinación del límite de reelecciones. En ese orden de ideas, la elección del 95 habría sido la primera vez que Fujimori fue elegido con efectos vinculantes a la norma fundamental del 93, siendo la reelección del 2000 la primera reelección contabilizable para propósitos del límite impuesto por la carta magna. Esta tesis obtuvo el nombre de “interpretación verdadera” y fue elaborada por Torres y Torres Lara, hombre de confianza del régimen y jurista renombrado. Sin embargo, el argumento no era sostenible porque esta interpretación ya había sido descartada por el oficialismo en el CCD.
La oposición intento una serie de mecanismos jurídicos para tratar de impedir este atropello mayúsculo a la democracia entre 1996 y 1999. Se interpusieron recursos de inconstitucionalidad contra las leyes, se intentó convocar a un referéndum que desarticule esta habilitación tramposa, se interpusieron tachas contra la candidatura oficialista desde todos los extremos de la oposición, etc. Pero la fuerza del oficialismo en el Congreso y su control sobre el Tribunal Constitucional le permitieron afirmar la “interpretación verdadera” que propuso Torres y Torres Lara. La candidatura de Fujimori se oficializó el primero de enero del año 2000 ante el desconcierto de nacionales y extranjeros cuando el Jurado Nacional de Elecciones absolvió de todas las tachas a la candidatura releccionista. Montesinos fue clave en el control del Jurado Nacional de Elecciones para lograr este objetivo.

### La campaña
Es así como empieza la campaña electoral. Además de Fujimori, participaron en esa elección como principales contendientes de la oposición Alberto Andrade de Somos Perú, Luis Castañeda de Solidaridad Nacional y Alejandro Toledo de Perú Posible. A pesar de los intentos de consolidar una sola candidatura de oposición, los intereses personales de los diferentes candidatos primaron y decidieron postular independientemente. Durante la campaña, todos los candidatos de la oposición fueron víctimas de agresiones por parte de la población en sus actos proselitistas, aunque estas agresiones no parecerían ser espontáneas. Además, hubo amenazas graves y campañas de desprestigio mediático o “enlodamiento”. Esto se hizo a través los famosos “diarios chicha”, una serie de diarios populares que, como se supo después, eran orquestados por Montesinos con el propósito de demoler la imagen de los candidatos de la oposición. El resto de la prensa formal también era objeto del control de Fujimori, salvo contadas excepciones como el diario La República. Estos medios contrarios al régimen eran constantemente boicoteados por el oficialismo. La estrategia era vincular a los candidatos con el fantasma de Alan García en la mente del electorado, presentándolos como sus marionetas, evocando el miedo a la crisis de los 80 y el vigente rechazo de la población a los partidos tradicionales.
De cara a la elección, las encuestas de marzo mostraban un claro liderazgo de Fujimori sobre los demás candidatos de la oposición, que llegaban desgastados por la campaña de demolición. El único que presentaba posibilidades de vencer a Fujimori a esas alturas era Alejandro Toledo, candidato que no había sido demolido totalmente por la maquinaria mediática del régimen porque a inicios del 2000 no presentaba mayores indicios de poder levantar sus cifras, es decir, no representaba una amenaza para Fujimori y, por ende, se le subestimo. La posición no confrontacional al régimen de Toledo de ese momento ayudó a estos resultados. Mientras la maquinaria mediática se centraba principalmente en Castañeda y Andrade, Toledo tuvo un crecimiento sorpresivo al captar los votos que iban perdiendo los otros dos. Si en los 90 se hablaba de “tsunami electoral”, Toledo representaba un “huaico” electoral, creciendo en la intención de voto de los peruanos a pasos agigantados, de modo muy similar a lo que ocurrió en 1990 entre Fujimori y Vargas Llosa. Ello a pesar de algunos destapes escandalosos que involucraban al candidato de la chakana con Zarai Toledo, supuesta hija extramatrimonial de Toledo.
Si en enero del 2000 Toledo solo contaba con un somero 7%, para febrero ya contaría con un 10% que indicaba una tendencia hacia arriba. Ya en marzo la candidatura peruposibilista daría el salto definitivo, alcanzando el 27 % de intención de voto y consolidándose como el “avatar” de la oposición. En la última encuesta del 2 de abril del 2000, Fujimori tenía 40% contra 35% de Toledo, vaticinando un final de fotografía para la primera vuelta electoral.

### Elecciones 2000
Para la realización de las elecciones llegaron observadores de la Organización de los Estados Americanos encabezada por el exvicepresidente guatemalteco Eduardo Stein, representantes del Centro Carter, del Instituto Nacional Demócrata para los Asuntos Internacionales, de la Federación Internacional por los Derechos Humanos, entre otras organizaciones, quienes denunciaron la falta de garantías democráticas plenas de las elecciones.
La primera vuelta la ganó Fujimori con 45.82% de los votos válidos, cantidad que lo colocaba en una segunda vuelta contra Alejandro Toledo, quien obtuvo 36.97%. Sin embargo, el proceso fue poco transparente y los rumores de fraude corrían por todo el país. 
El opositor Alejandro Toledo anunció que desconocería los resultados ante "un proceso tan viciado y tan irregular" que no llevan a la realización de una segunda vuelta. De la misma manera, la Organización de Estados Americanos (OEA), la asociación Transparencia y diversos embajadores europeos denunciaron los datos oficiales. El gobierno de los Estados Unidos, embajadores europeos y el representante de la OEA Eduardo Stein pidieron la realización de una segunda vuelta, a la vez que denunciaron irregularidades en el sistema de cómputo oficial. Las misiones de observación de Bélgica, Reino Unido y Países Bajos sostuvieron que la candidatura de Fujimori era inconstitucional, y que los recursos del Estado habían sido "abusivamente y a larga escala puestos al servicio de un candidato".
Toledo renunció simbólicamente a la candidatura, aunque no lo formalizo ante el JNE, e hizo un llamado incitando a la población a que vicie su voto de la segunda vuelta. La misión observadora de la OEA, institución que canalizaba la presión internacional, decidió retirarse del proceso electoral ante la negativa de posponer la fecha de la segunda vuelta y los sospechosos incidentes de la primera, hecho sin precedentes en la región que ponía en tela de juicio la legitimidad de la elección. La presión internacional era abrumadora, ya no se tolerarían más las formas dictatoriales. Se exigía un viraje hacia la democracia y se requerían evidencias concretas que demuestren que este se estaba dando. Sumado a ello, Montesinos estaba perdiendo el respaldo de la CIA, elemento fundamental para el manejo de la coyuntura internacional. El asesor había sido involucrado con venta de armas a las FARC y vínculos al narcotráfico, situaciones que ni la CIA ni la DEA iban a tolerar, a pesar de haber tenido estrechos vínculos con Montesinos hasta ese momento.
La segunda vuelta se dio en la fecha prevista originalmente, lo que oficializó la retirada de la misión observadora de la OEA. Esta terminó dando como ganador a Fujimori con 51 % de los votos contra 17 % de Toledo. Hubo 29 % de votos nulos/blancos.
Así, con este resultado obsceno, contra viento y marea, Fujimori volvía a re elegirse en medio de una crisis política profunda, acusaciones de corrupción en todos los niveles del ejecutivo, los vínculos de la cúpula oficialista con el narcotráfico se habían hecho más evidentes desde que en el año 1996 el capo de la droga conocido como “Vaticano” acusó públicamente a Montesinos de estar involucrado con él. En su momento, esas acusaciones no levantaron mayor revuelo en la población que tenía fe en el gobierno y, por extensión, en Montesinos. Sin embargo, para las elecciones del 2000 el vínculo con el narcotráfico era una realidad que muchos peruanos conocían y hasta aceptaban. Sumado a ello, el escándalo del fraude electoral, la caída estrepitosa en la aprobación de la población a un mínimo histórico y, por si fuera poco, los manejos irregulares y delictivos de Montesinos estaban cada vez más expuestos en su real dimensión.
Los aliados estadounidenses de Montesinos le dieron la espalda por haberse visto involucrado en un escándalo de venta de armas a las FARC, se anuló la entrega de un cuantioso fondo destinado a la lucha contra las drogas por parte de la DEA y el gobierno estadounidense exigió la separación de Montesinos como requisito para cualquier tipo de ayuda futura. Los esfuerzos por salvar al asesor del presidente terminaron por darle una imagen de mafia al oficialismo, tanto en el frente local como en el internacional.
Fujimori se enfrentó contra Alejandro Toledo y Alberto Andrade en las elecciones. Los resultados fueron:

#### Primera vuelta
- Alberto Fujimori: 49 %
- Alejandro Toledo: 43 %
- Alberto Andrade: 8 %

Debido a las denuncias de fraude que existieron después de la primera vuelta, Toledo anunció, el 18 de mayo de 2000, que no se presentaría en la segunda vuelta, pero no lo hizo frente al Jurado Nacional de Elecciones.

#### Segunda vuelta
- Alberto Fujimori: 74 %
- Alejandro Toledo: 26 %

### Toma de mando
A la toma de mando, realizada el 28 de julio de 2000, asistieron los presidentes Gustavo Noboa de Ecuador y Hugo Banzer de Bolivia; el secretario general adjunto de la Organización de Estados Americanos, Luigi R. Einaudi; así como los vicepresidentes Marco Maciel de Brasil, Gustavo Bell de Colombia, Carlos Quintanilla Schmidt de El Salvador, Mariano Rajoy de España, Juan Francisco Reyes de Guatemala, Gladys Caballero de Honduras, Luis Hierro López de Uruguay y Elías Rodríguez de Venezuela; el Canciller de Argentina, Adalberto Rodríguez Giavarini, el ministro del Interior de Chile, José Miguel Insulza, el vicepresidente del Consejo de Ministros de Cuba, José Ramón Fernández, el vicecanciller de Malasia, Leo Toyad, el exministro de Finanzas de Japón, Hiroshi Mitsuzuka; ministros de Rusia y Cuba. Los mandatarios de los demás países latinoamericanos se excusaron de asistir a la ceremonia.

#### Actores políticos
Se toma una descripción general y se intentara establecer los rasos psicológicos internos de los diferentes actores políticos que sostuvieron el proceso político del tercer gobierno de Fujimori. En primer lugar, se va a desarrollar al Congreso de la república. En segundo lugar, se va a desarrollar a la presidencia de la república como cabeza del poder ejecutivo y a aquellos aparatos del ejecutivo vinculados al rol político del ejecutivo, oficial o extraoficialmente. Esto se explicara con detenimiento en el apartado destinado a la presidencia y ejecutivo. Además, se desarrollara a la prensa como actor político. En este caso, el análisis va a discernir entre prensa por Fujimori y prensa pro oposición, tocando cada uno individualmente, pero sin entrar en el detalle de que medios específicamente integran cada bloque, pues los diferentes medios han ido cambiando de parecer con respecto al régimen en este periodo final de la dictadura. Explicitar la posición de cada uno de los medios de comunicación según cada una de sus acciones sería una labor tediosa que escapa los objetivos de esta monografía. Basta con identificar un bloque de prensa pro Fujimori y un bloque reducido pro oposición.

##### El Congreso de la República
Las elecciones del 2000 fueron objeto de una modificación a la ley electoral. Esto se venía debatiendo desde marzo de 1999 porque la ley vigente entonces prescribía el sistema de distrito electoral único para la elección de parlamentarios. Es decir, todos los peruanos votaban por la misma terna de candidatos que estaba concebida como lista nacional. En ese sentido, cabía la posibilidad (y de hecho se dio) que departamentos enteros se queden sin representante por no poder alcanzar la cantidad de votos que candidatos de otros departamentos más poblados obtenían. Así, Lima tenía más del 50 % de los parlamentarios y Huancavelica no tenía ninguno. Este sistema era contrario a la tradición democrática peruana y ya en el 99, 3 parlamentarios propusieron cambiar el distrito electoral único por distrito electoral múltiple o al menos mixto para garantizar la representatividad del parlamento.
El 9 de abril del 2000, el Perú eligió a sus parlamentarios mediante el sistema de voto proporcional preferencial, asignándose la siguiente configuración al parlamento unicameral de 120 curules:
- Perú 2000: 52 representantes
- Perú Posible: 29 representantes
- Frente Independiente Moralizador: 9 representantes
- Somos Perú: 8 representantes 6
- Partido Aprista Peruano: 6 representantes
- Solidaridad Nacional: 5 representantes
- Unión Por el Perú: 3 representantes
- Acción Popular: 3 representantes
- Movimiento Avancemos: 3 representantes
- Frente Independiente Agrario: 2 representantes.

##### El oficialismo en el parlamento
Si bien este resultado le daba mayoría simple al oficialismo, no le daba una mayoría suficiente para mantener el estilo autocrático de gobierno que había venido imponiendo. Además, la bancada oficialista que carecía de partido político orgánico había establecido una alianza electoral denominada Perú 2000, integrada por los movimientos Juntos Si Podemos (fundado en 1998) y Vamos Vecino (fundado en 1997), liderados por María de Jesús Espinoza y Absalón Vásquez para la participación del año 2000. La alianza la completaba los movimientos de Fujimori, Cambio 90 (fundado en 1989) y Nueva Mayoría (fundado en 1992), liderados por Andrés Reggiardo y Martha Chávez y donde radicaban los fujimoristas más leales a Alberto. Esto sería problemático para el presidente.
Esta alianza evidentemente resto espacio a los militantes de C90-NM en la lista congresal y, por consecuencia, la capacidad de control que tenía Fujimori sobre la bancada en el parlamento. 26 congresistas del oficialismo pertenecían a los movimientos de Vásquez y Espinoza, dejando solo la mitad de congresistas al Fujimorismo nuclear. Los allegados a Vásquez venían con su propia agenda, que si bien era afín a los intereses de Fujimori, era el germen de la discordia que se presentaría más adelante al interior de la bancada. El mismo Vásquez se sentía heredero de Fujimori en la presidencia, a pesar de que para este último su heredero ideal y predeterminado era Tudela. (Fujimori, 2003). Este tipo de contradicciones se fueron agudizando conforme avanzó el gobierno.
Otro problema de la alianza fue que Juntos Si Podemos se vio envuelto en un escandaloso destape que revelaba una descarada falsificación de más de un millón de firmas para la inscripción electoral de la candidatura. Este escándalo no impacto demasiado en la elección del 2000, pues la población se encontraba demasiado polarizada entre Fujimorismo y Antifujimorismo como para que este destape pueda mermar relevantemente las fuerzas de los votantes fujimoristas, que rechazaban la veracidad de esta data o la consideraban irrelevante para determinar su voto. Lo que si sucedió a raíz de este escándalo fue el establecimiento de un hito en las relaciones internas de Perú 2000. El oficialismo empezaba a caer en las pugnas internas que otrora habían consumido a la oposición, restándole fuerza y capacidad de maniobra al ejecutivo.

##### La oposición
La oposición se conformaba por el resto de fuerzas políticas que alcanzaron representatividad en el parlamento, siendo las principales la bancada de Perú Posible, el Frente Independiente Moralizador y el Partido Aprista Peruano. La oposición entraba al nuevo gobierno desgastada por la demolición mediática acontecida en la campaña, fragmentada por intereses individuales y con la única consigna de fiscalizar celosamente al oficialismo para desestabilizar al régimen que se encontraba sumido en una profunda crisis política, producto de las turbulentas condiciones de la elección, la presión internacional, el desenmascaramiento de Montesinos y sus operaciones clandestinas y sus propias pugnas internas en el legislativo y en el círculo de confianza del presidente.
Aunque compartían un objetivo claro, las bancadas de la oposición carecían de cuadros técnicos especializados en el Congreso que les permitiesen un aparateo político contundente. En ese sentido, a pesar de la voluntad política generalizada de rechazo a Fujimori que trascendía las barreras clásicas de derecha e izquierda, la oposición no pudo establecerse como una institución orgánica que se enfrente al gobierno eficientemente en tutela de los derechos de los peruanos. Sino, fue en vez un cúmulo de núcleos reducidos de voces diversas que denunciaban las irregularidades del gobierno sin poder tomar acciones positivas que impacten en el poder de Fujimori, como evidencian los diarios de debate del Congreso y las votaciones. Tampoco habían sabido capitalizar el momento coyuntural y la pérdida de popularidad de Fujimori para ganar respaldo de la población, que seguía siendo adversa a ellos gracias al manejo mediático que ejercía el régimen y la incapacidad de la oposición de conectar con el pueblo.
Cabe mencionar que se organizó una manifestación multitudinaria el 27 de julio del 2000 en rechazo a la reelección liderada por la oposición, la recordada marcha de los 4 suyos. Sin embargo esta fue infiltrada por agentes del SIN que la violentaron, haciendo que se pierda el “momentum” de conexión entre la población y la oposición, por lo que este evento terminaría siendo anecdótico y sin consecuencias reales sobre Fujimori y su nuevo gobierno, que se estrenaba entre disturbios y caos.

##### Marcha de los cuatro suyos
El día 25 de julio de 2000 llegaron a Lima desde distintos puntos del país para participar de la primera fecha de la masiva marcha frente al Congreso de la República del Perú, día en que los congresistas electos asumen su cargo y misma jornada en que los legisladores opositores podrían declarar la vacancia presidencial si logran reunir una mayoría suficiente de 61 congresistas.
Tuvo como punto central el día 28 de julio, que coincidió con la celebración de las Fiestas Patrias en el Perú y la juramentación de Fujimori como presidente por tercera vez consecutiva; en ese día se desataron movilizaciones populares durante las cuales se atacaron importantes lugares públicos y privados (como los medios de comunicación). En medio de las protestas la sede del Banco de la Nación fue incendiada, en ella se encontraban 6 guardias de seguridad, los cuales murieron intoxicados por el humo. Otros guardias sobrevivieron al escapar hacia la calle a través de las ventanas de los pisos superiores.
El punto más álgido de la participación de la oposición en el parlamento está delimitado por los congresistas tránsfugas. Este fenómeno se analizara en el segundo capítulo con más profundidad, pero se menciona acá para graficar el nivel de representantes que había colocado la oposición entre sus candidatos al Congreso, individuos sin una ideología ni principios. Gente capaz de traicionar la confianza del voto popular que le dio una curul a cambio de dadivas o silencios.

##### El Ejecutivo, su presidente y el rol político de su asesor de inteligencia
El ejecutivo era liderado por Fujimori y su cúpula de allegados y asesores, entre los que aún destacaba Vladimiro Montesinos. Montesinos había sido un hombre clave a lo largo de todo el gobierno y se había ganado la confianza incondicional de Fujimori. Todas las decisiones importantes le eran consultadas para recibir su punto de vista de hombre de inteligencia y, a pesar de las contundentes evidencias en su contra por una serie de manejos turbios y hasta delincuenciales, Fujimori lo mantuvo cerca hasta casi el final de sus días como presidente.
Esto hace intuir que Fujimori tenía conocimiento de las acciones extralegales de Montesinos, de otro modo no se puede entender porque lo continuo defendiendo a costa de su propia imagen cuando las evidencias de vinculaciones con el narcotráfico y las guerrillas colombianas eran prácticamente irrefutables.
Como ya se ha mencionado, el estilo de gobierno de Fujimori era reactivo. Le resultaba cómodo tomar medidas drásticas para estabilizar situaciones de crisis, obteniendo resultados considerablemente valiosos, como demostró en su primer periodo. Lo caracterizó el pragmatismo, la mano dura y la renuencia al diálogo con la oposición en la toma de decisiones. Sin embargo, querer seguir manteniendo ese estilo a estas alturas del gobierno, habiendo iniciando un tercer mandato del modo en el que lo estaba haciendo y con todos los cuestionamientos que recaían sobre él, locales e internacionales, resultaba obtuso.
Su gabinete ministerial lo encabezaba Federico Salas, pero esta era ya una figura simbólica mantenida únicamente para no profundizar la crisis. El gabinete en general había cobrado un papel secundario en el gobierno, centralizando el poder en la figura de Fujimori. Como el estilo de gobierno no buscaba incluir a la oposición, es ocioso señalar que ninguno de los ministros pertenecía a la oposición. Además, ninguno de los miembros de la oposición con la formación suficiente para desempeñarse como ministro de estado hubiese accedido a integrar el gabinete.
Por su parte, Montesinos se encontraba en una situación muy complicada. Habiendo hecho todo el trabajo sucio del régimen, le estaba llegando la hora de enfrentar las consecuencias. Su rol como asesor de inteligencia y jefe del SIN lo habían llevado a acumular mucho poder a cambio de involucrarse en delitos tan serios como asesinatos, tráfico de armas y drogas, corrupción, espionaje, entre una larga lista de otros. Sin embargo, el poder de Montesinos también le había permitido estructurar una red de contactos leales a él muy valiosa. Entre las personalidades que tenía a su disposición se hallaban altos mandos de las fuerzas armadas, jueces y fiscales, funcionarios públicos de todo nivel, empresarios, periodistas y el mismo Fujimori, lo que le permitiría un rango de acción considerable, más allá de su situación de paria ante los ojos del pueblo.
Su declive está vinculado a la presión internacional que recayó sobre el régimen tras la elección del 2000 y su distanciamiento de sus aliados en la CIA y la DEA, quienes finalmente le dieron la espalda y empezaron a presionar al gobierno para que lo separe del aparato estatal. Le quitaron el blindaje político y solo entonces se le pudo perseguir por sus acciones.
Sin embargo, es ingenuo pensar que recién entonces, en el ocaso de la dictadura, caíamos en cuenta de las acciones de Montesinos. Era sabido, por lo menos desde el 96, que Montesinos era un personaje peligroso y no debía estar en el gobierno. Las denuncias de Vaticano sobre el vínculo con el narcotráfico, las agentes del SIN que fueron torturadas y asesinadas, según denunciaría Baruch Ivcher en su canal, todas las acciones para militares del grupo Colina, etc daban cuenta de la naturaleza delincuencial y psicopática del jefe del SIN. No sucedió que se monto una cortina de humo magistral que encegueció a la población y al mismo Fujimori hasta la caída del régimen. Montesinos hizo lo que hizo a vista y paciencia del gobierno, de Fujimori, del pueblo peruano y del mundo.

##### Los medios de comunicación

###### La prensa fujimorista
Este bloque de medios está conformado por dos tipos de medios. Por un lado, se encuentran los medios formales y masivos de difusión. Estos eran los canales de televisión, las emisoras de radio más sintonizadas y los diarios y revistas que gozaban de prestigio por el contenido de sus publicaciones e índice de distribución. Estos medios se estructuran como empresas privadas y son dirigidas por privados, normalmente, con ánimo de lucro. Asimismo, el estado contaba con mecanismos de difusión propios que no dudaba en utilizar cuando era necesario.
Estos medios están sometidos a regulaciones con respecto a la cobertura electoral. Sin embargo, la normativa peruana sobre la materia evidenció vacíos normativos, ineficacia fáctica de dispositivos normativos abstractos que nunca se llegaban a materializar en actuaciones concretas de la justicia y la eminente parcialización que impone la línea editorial de cada medio. Su parcialización, además de postura conservadora, no debería presentarse en los contextos electorales por motivos de ética de prensa. Máxime, si el órgano de control está conformado por representantes de los mismos medios que están siendo controlados. En este supuesto, se le da al medio la responsabilidad de autodisciplinar su contenido, en particular, en época electoral. Esta situación que ha probado ser cuando menos insuficiente para tutelar los derechos de los peruanos en contextos electorales requiere de urgentes reformas.
Por otro lado, se encuentra a los “medios chicha”: diarios populares que empezaron a aparecer a lo largo del fujimorismo y poblaban los puestos de ventas con coloridas y campechanas portadas, manteniendo siempre un respaldo al régimen y atacando a la oposición con noticias reales, maquilladas o directamente falsas. Estos medios, según se probaría luego, fueron orquestados en su mayoría por el jefe del SIN y formaban parte del esquema de control mediático del régimen. Su contenido se fue radicalizando conforme avanzaba el gobierno. Ya en la época del tercer gobierno, estos medios atacaban directamente a la oposición en las portadas de modo sistemático en una campaña de demolición de imagen. Asimismo, servían para armar cortinas de humo para tapar los escándalos del gobierno. Sobre estos medios no cabe analizar la relación con el ejecutivo, pues no había una relación. Estos diarios chicha, en cierto sentido, formaban parte de la estructura del ejecutivo, respondían a sus órdenes directas y no tenían una subjetividad inherente. Existían en tanto había financiamiento y voluntad del ejecutivo para que existan.

###### La prensa antifujimorista
A pesar de los esfuerzos del ejecutivo por controlar la prensa, había aún algunos medios como el diario La República de Gustavo Mohme que mantenían su línea crítica hacia el régimen y denunciaban cuanta irregularidad podían encontrar. Estos medios fueron lentamente desapareciendo hasta ser un reducto reducido, accesible solamente a aquellos que los buscasen específicamente.
A pesar del esfuerzo invertido y el coraje demostrado por estas organizaciones, el rol que jugaron fue mínimo. Eran objeto de las más rebuscadas maniobras del ejecutivo para censurarlos, y se terminaban perdiendo en la maraña difusiva de la prensa pro fujimorista. Por ello, el impacto de sus publicaciones no solía poner al gobierno en aprietos, ya que pasaban desapercibidos.

#### Las dinámicas y juegos de poder entre los actores

##### Las relaciones con la Prensa
Para Fujimori, presumiblemente por consejo y obra de Montesinos, siempre fue muy importante el manejo de la prensa. Esta era una herramienta clave de su régimen, que le permitía comunicarse con la población, que le permitía moldear la realidad que percibía la población. Inicialmente, el manejo mediático no excedió los límites de razonabilidad a los que todo gobierno debe auto someterse cuando maneja los medios. Sin embargo, esto cambiaria con el autogolpe del 92 y tendería a irse profundizando el control ejercido por el gobierno sobre los medios. La máxima expresión del control mediático son los “diarios chicha” que se analizaron en un apartado anterior.
Sin embargo, la prensa real también fue sometida al control del ejecutivo. Los mecanismos de control de los medios masivos (TV, radio, diarios formales) cobraron varias formas. Por un lado, el estado dirigía campañas psicosociales con información de amplia interpretabilidad a los que la prensa solía hacer eco, pero que terminaban sirviendo como cortinas de humo o campañas de demolición contra las fuerzas de la oposición. Montesinos era hábil armando los psicosociales, que empezaron a volverse más usuales conforme se acercaba el 2000.
Asimismo, el estado usaba sus diferentes aparatos administrativos (Sunat, INDECOPI y similares) para ejercer presión implícita sobre los medios. Dependiendo de qué tan favorables eran sus declaraciones sobre el régimen se decidía el ímpetu que iban a tener los funcionarios públicos al auditar o resolver los casos que involucren a empresas mediáticas. Esto fue particularmente efectivo, pues en el fondo, la mayoría de medios son concebidos como empresas y el lucro es la máxima que dirige sus decisiones. Para evitar conflictos con la burocracia, un buen número de medios tomaron una posición pro fujimorista que les garantice el favor de los burócratas.
El método más vil empleado por el oficialismo para controlar a la media fue nuevamente el soborno. No conformes con la presión indirecta que ejercía mediante la burocracia, Montesinos compró a altos funcionarios de diversos medios en la misma salita del SIN en la que compraba congresistas, jueces, fiscales y a cualquier otro que le interese comprar, todo grabado por su puesto.
Por otro lado, los métodos empleados contra la prensa anti fujimorista eran distintos. En el caso del diario La República, por ejemplo, era usual que cuando salía una portada incómoda para el régimen, el SIN salía a comprar todos las ediciones impresas y así silenciar la voz de Mohme y su compañía. Como es evidente, estas estrategias fueron bastante efectivas, ya que la voz de la oposición en la prensa era prácticamente inexistente, perdida entre diarios chicha y psicosociales de pishtacos y saca ojos.
Todas estas tácticas fueron escalando en intensidad y magnitud conforme se avecinaban las elecciones del 2000, siendo la campaña electoral para esas elecciones la máxima manifestación de control mediático del que ha sido testigo este país. Por los diarios chicha, Fujimori fue procesado y condenado a 8 años de prisión. Sin embargo, en 2015 la corte suprema lo absolvería de esta condena.

##### Las relaciones con el parlamento
Como se desarrolló previamente, el parlamento presentaba un desafío considerable para Fujimori. Su bancada estaba partida, lo que era un problema en sí mismo pues Vásquez ya estaba movilizando su maquinaria de cara a afirmarse como sucesor del régimen. Además, no tenía la mayoría que necesitaba para sostener su estilo de gobierno. Ante esta coyuntura, la estrategia del oficialismo fue mermar a la oposición a partir de sobornar o chantajear a sus parlamentarios para que estos se pasen fácticamente al fujimorismo y voten de acuerdo a lo que el presidente necesite. Esta medida desesperada da cuenta del acorralamiento que enfrentaba el régimen, cada vez más obseso y delincuencial en su aferro al poder. Estas operaciones, como no podía ser de otra manera, quedaron en las hábiles y maquiavélicas manos de Montesinos, quien grabó todos los sobornos como mecanismo de seguridad personal.
Tras el transfuguismo propiciado por el ejecutivo, el Congreso quedó configurado de este modo:
- Perú 2000: 64 representantes
- Perú Posible: 25 representantes
- Frente Independiente Moralizador: 9 representantes
- Somos Perú: 7 representantes
- Partido Aprista Peruano: 5 representantes
- Solidaridad Nacional: 2 representantes
- Unión Por el Perú: 3 representantes
- Acción Popular: 3 representantes
- Movimiento Avancemos: 2 representantes.

Teniendo el oficialismo la mayoría absoluta que tan desesperadamente había buscado, sin importarle lo perverso de los medios empleados o la traición a los principios morales que hizo para obtenerla, intentó restablecer la estabilidad política, aunque esto era ya imposible con él en el poder y el entorno político cayéndose a pedazos.

##### Las relaciones con Montesinos
Para terminar de exponer las dinámicas entre Fujimori y el Parlamento, se debe hacer un breve recuento de los últimos días de la relación entre el presidente y su asesor. Esta relación era determinante en las decisiones del presidente y tenía un impacto directo en las decisiones tomadas hacia el parlamento. Durante el segundo periodo se había presionado a Fujimori para que saque a Montesinos y esto había desgastado la amistad de ambos, pues Fujimori propuso cambiarlo de puesto, extirpándole con ello bastante poder. Montesinos no tomo esto con agrado y ejerció presión utilizando sus contactos en las fuerzas armadas como respaldo para mantener su puesto. Aunque lo logró, el distanciamiento entre ambos había iniciado.
Con el inicio de la nueva gestión, el distanciamiento se afianzaría más. Fujimori nuevamente trato de cambiar de puesto a Montesinos, quien rechazo la propuesta de pasar al ministerio de defensa. En este contexto, Montesinos tenía la lealtad de todos los congresistas que había convencido para unirse al oficialismo. Es decir, la mayoría absoluta dependía de Montesinos, quien fungía como el encargado del manejo del parlamento.
Las dinámicas entre los dos empezaron a teñirse de extrañeza, aunque Fujimori aún confiaba en las intenciones de Montesinos, por lo que tomaba en consideración la información que este le daba para tomar decisiones. Esto lo llevó a agudizar la tensión con los Estados Unidos, país que ya miraba a Montesinos con ojos de suspicacia, a pesar de haber sido su contacto en el Perú durante muchos años.
Como ya se dijo, la presión internacional, que incluyó al diario Financial Times, era bastante intensa al inicio del gobierno. Esta había ido incrementándose progresivamente en el tiempo y había llegado al punto de quiebre, lo que repercutía directamente sobre Montesinos. La ausencia reiterada de evidencias que demuestren la democratización del Perú, como se había comprometido a hacer el presidente, terminó por colmar la paciencia de los Estados Unidos, quienes venían haciendo las veces de mediadores entre fujimoristas y oposición en el proceso de democratización. Lo que sucedía es que la democratización suponía reformas que recortaban el poder de Montesinos, por lo que este usaba su red de contactos para bloquear el avance de la misma. Esta situación fue observada por Estados Unidos, quienes finalmente le bajarían el dedo tras confirmarse su involucramiento en la venta de armas a las FARC, enemigo de Estados Unidos, en julio de 2000. Esto marcó aún más el distanciamiento entre Fujimori y Montesinos.
El 14 de septiembre del 2000, el congresista Fernando Olivera sacaría a la luz el primero de varios videos que demostraban irrefutablemente la compra de congresistas efectuada por Montesinos. En el video se veía a Montesinos entregarle 15,000 dólares al congresista Alberto Kouri y subsecuentemente, los registros de votación del Congreso muestran que su voto siempre fue en el sentido del ejecutivo, probándose la corrupción institucionalizada que se vivía entonces. Este suceso fragmentaria definitivamente la bancada oficialista en el parlamento entre la gente de Vásquez y la gente de Fujimori, quienes no volverían a colaborar en el parlamento salvo para la vacancia de la presidencia del Congreso a la caída y fuga de Fujimori. Montesinos tenía también algunos infiltrados en el oficialismo y la oposición que aún le eran leales, lo que lo volvía peligroso para ambos.

### Escándalo de vladivideos
Poco después de su elección en el 2000, y a través de la compra de un vídeo por parte de grupos opositores, salieron a la luz el 14 de septiembre de ese año, evidencias de los actos de corrupción efectuados durante su gobierno por Montesinos, su más leal asesor. Fue mediante vídeos de cámara oculta que Montesinos ordenaba grabar y en los que aparecía sobornando a miembros de otros partidos para que apoyasen a Fujimori. En ese momento estalló la última crisis de su gobierno: Fujimori se vio obligado a convocar el 17 de septiembre a nuevas elecciones generales, tanto para la elección de un presidente como de un nuevo Congreso de la República. En estas elecciones, señaló, no participaría activamente como candidato.
A inicios de octubre del 2000, el Pleno del Congreso aprobó una reforma constitucional en la cual se modificó el artículo 112 sobre la reelección presidencial. De la misma manera se incorporaron dos disposiciones transitorias especiales para que el presidente, los vicepresidentes y los congresistas elegidos en las elecciones generales de 2000 concluyan su mandato el 28 de julio de 2001. Luego, el Congreso aprobó una Resolución Legislativa para que en el Período Anual de Sesiones 2000-2001, la Primera Legislatura concluya el 15 de octubre y la segunda comience el 16 de octubre, modificando el reglamento del Congreso. De esta manera, el 2 de noviembre de 2000 se aprobó en segunda votación las reformas constitucionales sobre la reelección y se incorporaron las disposiciones transitorias a la carta magna.
El día 23 de octubre, Francisco Tudela, Primer Vicepresidente, renunció de manera irrevocable al cargo debido a que se encontraba en desacuerdo con la inclusión de condiciones para la realización de nuevas elecciones generales.
Este destape fue el tiro de gracia al gobierno de Fujimori. Ante esto, ya no cabía recuperación posible. Dos días después, Fujimori anunciaría a la nación que culminaría su mandato anticipadamente en julio de 2001, cuando convocaría a nuevas elecciones en las que él no participaría y que desactivaría el SIN. Sin embargo, no se pronunció respecto de Montesinos. Probablemente por temor a la reacción de este. Esto último fue una torpeza política monumental, pues ahora toda la carga negativa de Montesinos se proyectaba en él como cómplice y encubridor de los actos del primero.
Finalmente, en septiembre del 2000 Fujimori decide sacar a Montesinos de su cargo. Esto genera una situación caótica que puede haber acabado en un golpe de Estado. Sin embargo, la oportuna intervención de Estados Unidos facilitó que Montesinos sea acogido como perseguido político en Panamá, a donde partiría el 25 de ese mes, reduciendo así el riesgo de un golpe militar que retroceda aún más la situación de la democracia en el país.
El 22 de octubre Montesinos volvería al Perú sirviéndose de su red de contactos para hacerlo. Cuando esto sucedió, se generó una situación surreal, casi de película, en la que Fujimori personalmente salió a la calle, liderando un escuadrón de policías y, vistiendo una glamorosa casaca de cuero negra al estilo de rebelde americano, dirigiría la búsqueda de Montesinos que era captada de cerca por la prensa. Fujimori allanó la casa de Montesinos y varias localidades más en todo el país, vulnerando los derechos de Montesinos al no contar con la compañía de un fiscal verdadero para desarrollar el allanamiento. Para la ocasión, Fujimori habría recurrido a un hombre de confianza para que interprete al fiscal y así poder manipular lo que encontrase en los predios de Montesinos, asegurándose que no haya nada que lo incrimine. Por esta acción, Fujimori fue condenado a pena privativa de la libertad posteriormente. Aunque nunca se encontraron evidencias que lo vinculen a los actos de corrupción de Montesinos, es presumible que estos si existieron pero fueron destruidas por Fujimori.

#### Levantamiento de Locumba
En los días siguientes al show de la cacería de Montesinos, el 29 de octubre del 2000, el comandante EP Ollanta Humala junto a su hermano el mayor EP (r) Antauro Humala y al mando de un destacamento de 60 soldados se amotino en la localidad de Locumba, secuestrando al general EP Carlos Bardales, sin embargo, el levantamiento se desmorono días después. Lo que se teoriza es que este fue orquestado por Montesinos como distracción para facilitar su fuga a Venezuela en el yate de un conocido empresario nacional, demostrando una vez más que su poder seguía vigente.
Como se puede apreciar, todo el manejo del parlamento en este periodo recayó en las manos de Montesinos, sin embargo, la crisis política generalizada y la presión internacional terminaron por desbordar los recursos del asesor presidencial, haciendo que su situación de empoderamiento se torne insostenible. Por su lado, al quedarse sin Montesinos, Fujimori quedaba completamente aislado del parlamento. Su mayoría absoluta rápidamente se disolvió, volviendo a su cantidad inicial de congresistas. En adición a ello, la facción de Vásquez se volteo en contra de él, debilitando aún más su posición.

### Caída de su Gobierno
En medio del caos político y la inestabilidad de su gobierno, Fujimori viajó el 13 de noviembre a la Cumbre de APEC en Brunéi, en su condición de Presidente del Perú. Al finalizar esta conferencia, se tenía previsto su paso por Kuala Lumpur para luego llegar a Tokio y desde allí emprender un viaje a Panamá para la X Cumbre Iberoamericana. Sin embargo Fujimori no se quedó a la clausura de la APEC y viajó hacia Singapur, mientras que en el Perú circulaban rumores de que Fujimori estaría pidiendo asilo político en Malasia, noticia que fue desmentida de inmediato por Palacio de Gobierno.
El día 19 de noviembre, desde la capital nipona y ante el temor de que fuera denunciado penalmente por los actos de corrupción de su gobierno y alegando falta explícita de garantías para su integridad física; Fujimori remitió por fax al Congreso de la República su renuncia formal y luego envió un mensaje a sus partidarios, anunciándoles que renunciaba a la Presidencia de la República; la misiva se dio a conocer el día 20. Ante ello, Ricardo Márquez Flores, Segundo Vicepresidente de la República, renunció al cargo.
El día 21 del mismo mes, el Congreso se reunió, no dio trámite a la renuncia y declaró la incapacidad moral permanente de Alberto Fujimori y la vacancia presidencial. Del mismo modo se aceptaron las renuncias de los dos vicepresidentes y se procedió con la sucesión legal, en la que asumió como presidente transitorio, Valentín Paniagua, entonces presidente del Congreso.

## Niveles de aprobación
|                      | 1990 | 1991 | 1992 | 1993 | 1994 | 1995 | 1996 | 1997 | 1998 | 1999 | 2000 |
| -------------------- | ---- | ---- | ---- | ---- | ---- | ---- | ---- | ---- | ---- | ---- | ---- |
| Promedio             | 54%  | 43%  | 68%  | 63%  | 64%  | 73%  | 60%  | 41%  | 40%  | 46%  | 48%  |
| Enero                | N/A  | 43%  | 65%  | 60%  | 66%  | 64%  | 75%  | 47%  | 38%  | 38%  | 55%  |
| Febrero              | N/A  | 35%  | 64%  | 62%  | 58%  | 74%  | 66%  | 46%  | 45%  | 41%  | 54%  |
| Marzo                | N/A  | 38%  | 53%  | 61%  | 61%  | 66%  | 64%  | 52%  | 47%  | 42%  | 57%  |
| Abril                | N/A  | 49%  | 81%  | 63%  | 60%  | 75%  | 62%  | 67%  | 43%  | 42%  | 53%  |
| Mayo                 | N/A  | 45%  | 76%  | 59%  | 61%  | 80%  | 59%  | 47%  | 45%  | 43%  | 55%  |
| Junio                | N/A  | 35%  | 76%  | 66%  | 64%  | 76%  | 65%  | 34%  | 40%  | 46%  | 52%  |
| Julio                | N/A  | 31%  | 65%  | 61%  | 65%  | 68%  | 58%  | 23%  | 36%  | 50%  | 48%  |
| Agosto               | 46%  | 39%  | 62%  | 65%  | 68%  | 77%  | 62%  | 34%  | 45%  | 48%  | 48%  |
| Septiembre           | 51%  | 32%  | 74%  | 63%  | 66%  | 78%  | 60%  | 39%  | 35%  | 49%  | 44%  |
| Octubre              | 53%  | 54%  | 66%  | 70%  | 65%  | 76%  | 55%  | 34%  | 36%  | 45%  | 36%  |
| Noviembre            | 59%  | 59%  | 65%  | 67%  | 63%  | 70%  | 52%  | 37%  | 35%  | 49%  | 24%  |
| Diciembre            | 61%  | 60%  | 64%  | 64%  | 67%  | 73%  | 45%  | 34%  | 33%  | 53%  | N/A  |
| Fuente: Ipsos-Apoyo. |      |      |      |      |      |      |      |      |      |      |      |

### Otras encuestas
En 1999, un estudio realizado por CPI estimó que el índice de autoritarismo gubernamental durante el fujimorato fue de un 2.7%. En ese año, Analistas & Consultores indicó que el porcentaje de aprobación en enero fue de 31.5%.

## Autoridades

### Congreso
Ejercieron el cargo de Presidente del Congreso de la República del Perú:
| Congreso Bicameral (1990-1992)                 | Congreso Bicameral (1990-1992)        | Congreso Bicameral (1990-1992)                |
| Presidente del Senado                          | Presidente de la Cámara de Diputados  | Periodo                                       |
| ---------------------------------------------- | ------------------------------------- | --------------------------------------------- |
| Máximo San Román Cáceres                       | Víctor Felipe Paredes Guerra          | 26 de julio de 1990 - 26 de julio de 1991     |
| Felipe Osterling Parodi                        | Roberto Ramírez del Villar Beaumont   | 26 de julio de 1991 - 5 de abril de 1992      |
| Congreso Constituyente Democrático (1992-1995) |                                       |                                               |
| Presidente                                     | Presidente                            | Periodo                                       |
| Clemente Jaime Yoshiyama Tanaka                | Clemente Jaime Yoshiyama Tanaka       | 26 de noviembre de 1992 - 26 de julio de 1995 |
| Congreso Unicameral                            |                                       |                                               |
| Martha Gladys Chávez Cossío de Ocampo          | Martha Gladys Chávez Cossío de Ocampo | 26 de julio de 1995 - 26 de julio de 1996     |
| Víctor Dionisio Joy Way Rojas                  | Víctor Dionisio Joy Way Rojas         | 26 de julio de 1996 - 26 de julio de 1997     |
| Carlos Guillermo Torres y Torres Lara          | Carlos Guillermo Torres y Torres Lara | 26 de julio de 1997 - 26 de julio de 1998     |
| Víctor Dionisio Joy Way Rojas                  | Víctor Dionisio Joy Way Rojas         | 26 de julio de 1998 - 3 de enero de 1999      |
| Martha Luz Hildebrandt Pérez-Treviño           | Martha Luz Hildebrandt Pérez-Treviño  | 26 de julio de 1999 - 13 de noviembre de 2000 |
| Valentín Demetrio Paniagua Corazao             | Valentín Demetrio Paniagua Corazao    | 16 - 22 de noviembre de 2000                  |
| Luz Salgado (a. i.)                            | Luz Salgado (a. i.)                   | 22 - 30 de noviembre de 2000                  |
| Francisco Tudela (a. i.)                       | Francisco Tudela (a. i.)              | 30 de noviembre - 5 de diciembre de 2000      |
| Carlos Ferrero Costa (a. i.)                   | Carlos Ferrero Costa (a. i.)          | 5 de diciembre de 2000-28 de julio de 2001    |

### Poder Judicial
Ejercieron el cargo de Presidente de la Corte Suprema del Perú:
| Presidente de la Corte Suprema | Periodo   |
| ------------------------------ | --------- |
| Eloy Espinosa Saldaña          | 1990      |
| César Fernández Arce           | 1991      |
| Luis Portugal Rondón           | 1992      |
| Luis Serpa Segura              | 1992-1994 |
| Moisés Pantoja Rodulfo         | 1995-1996 |
| Víctor Raúl Castillo Castillo  | 1997-2000 |

### Poder Ejecutivo
| Predecesor: Primer gobierno de Alan García | Gobierno del Perú 28 de julio de 1990 a 16 de noviembre de 2000 | Sucesor: Gobierno de Valentín Paniagua |